# Opel Kapitän

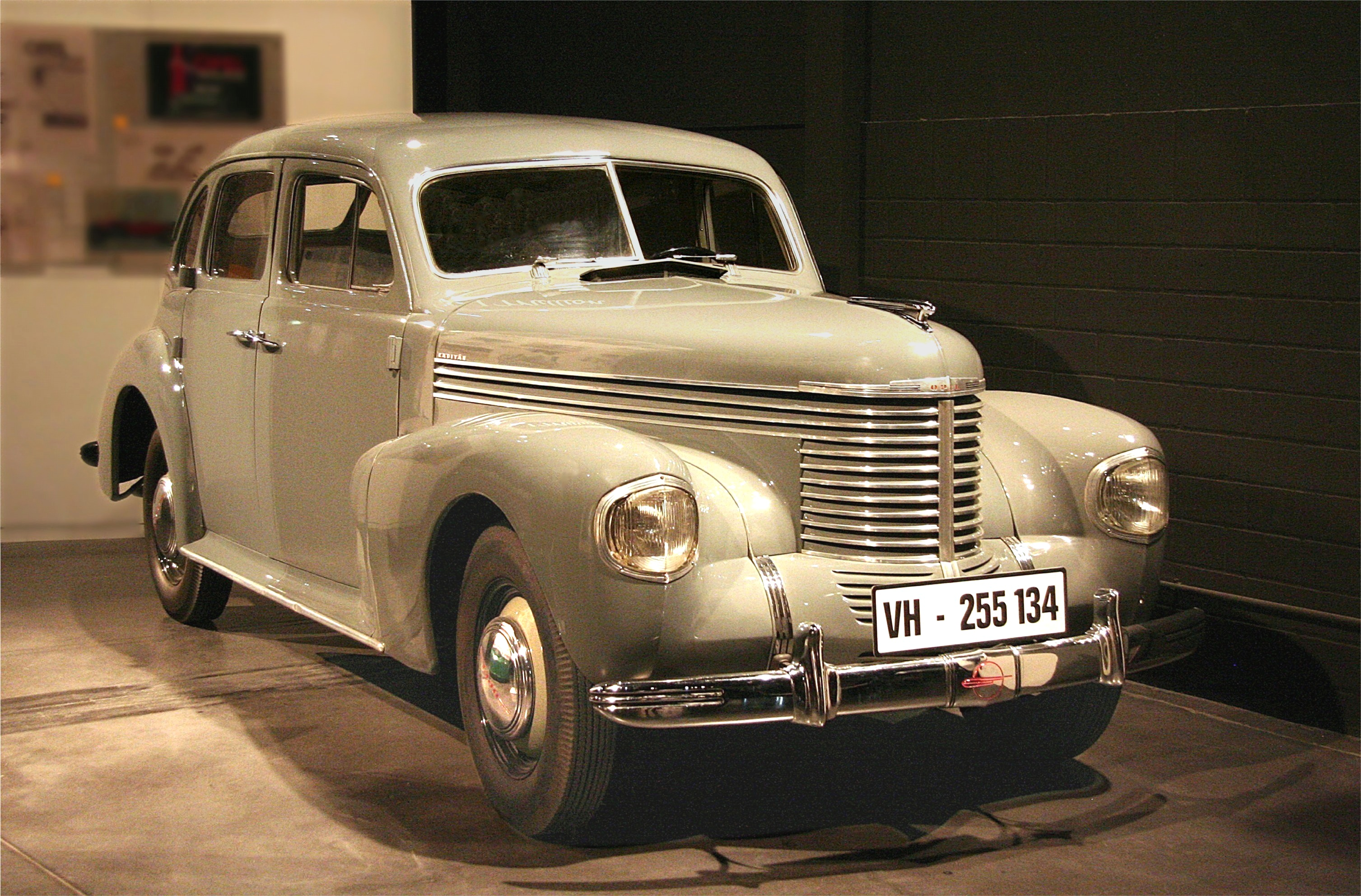
Einer der ersten Opel Kapitän im Opel-Werksmuseum in Rüsselsheim

Der Opel Kapitän des deutschen Autoherstellers Opel wurde zwischen Ende 1938 und Frühjahr 1970 produziert. Zunächst war er ein Modell der oberen Mittelklasse und stieg in der KAD-A-Reihe ab 1964 in die Oberklasse auf.
Die meisten Kapitän-Modelle hatten Sechszylinder-Reihenmotoren mit einem Hubraum von 2,5 bis 2,8 Liter und eine selbsttragende Karosserie, mit dem Kapitän A gab es ab 1965 auch Achtzylinder-V-Motoren mit 4,6 bis 5,4 Liter Hubraum.

## Kapitän ’39 (1938–1940)
Der Kapitän war das letzte vor dem Zweiten Weltkrieg konstruierte Opel-Modell. Er wurde Ende 1938 als Nachfolger des Opel Super 6 vorgestellt und im Frühjahr 1939 auf dem Genfer Auto-Salon präsentiert. Den Vorkriegs-Kapitän gab es als Limousine mit zwei oder vier Türen sowie als Cabriolet. Er hatte den gleichen 2,5-Liter-Motor wie der Super 6, jedoch eine selbsttragende Karosserie und eine vordere Einzelradaufhängung mit doppelten Querlenkern anstelle der Dubonnet-Federung.
Bis zur Einstellung der zivilen Pkw-Produktion bei Opel im Herbst 1940 wurden 25.371 Stück hergestellt. 1943 folgten noch drei Einzelfahrzeuge.
Der Kaufpreis betrug für die zweitürige Limousine 3575 Reichsmark (RM), die viertürige Limousine kostete 3975 RM und das vier- bis fünfsitzige Vier-Fenster-Cabriolet 4325 RM. Der Wagen war auch im Ausland ein Verkaufserfolg.
Die Karosseriebauer Gläser in Dresden und Hebmüller in Wülfrath fertigten darüber hinaus zweisitzige Cabriolets. Diese sind in der Gesamtproduktionszahl von 248 Fahrgestellen bzw. Teileaufbauten für Sonderkarosserien enthalten.

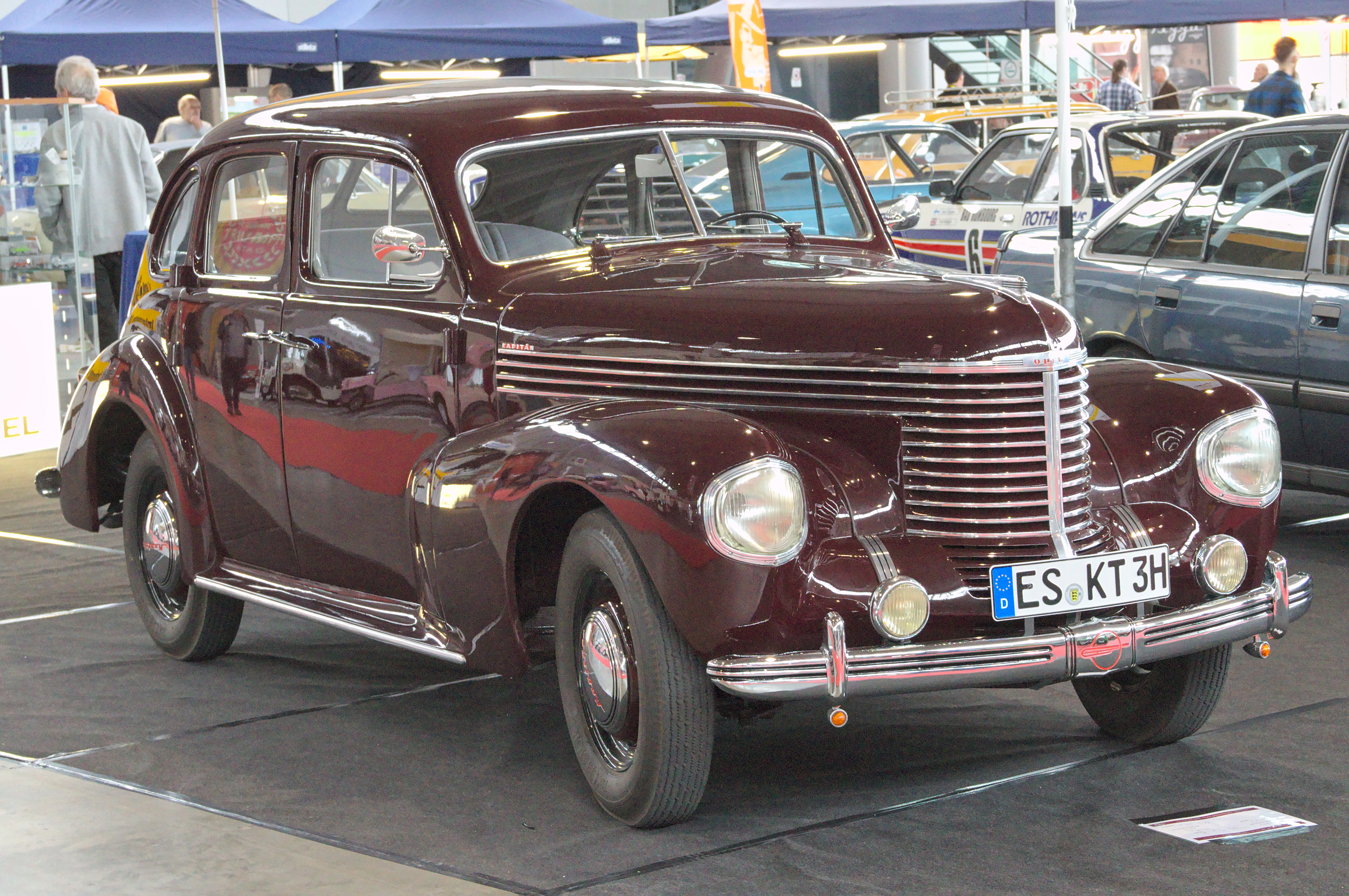
Opel Kapitän ’39
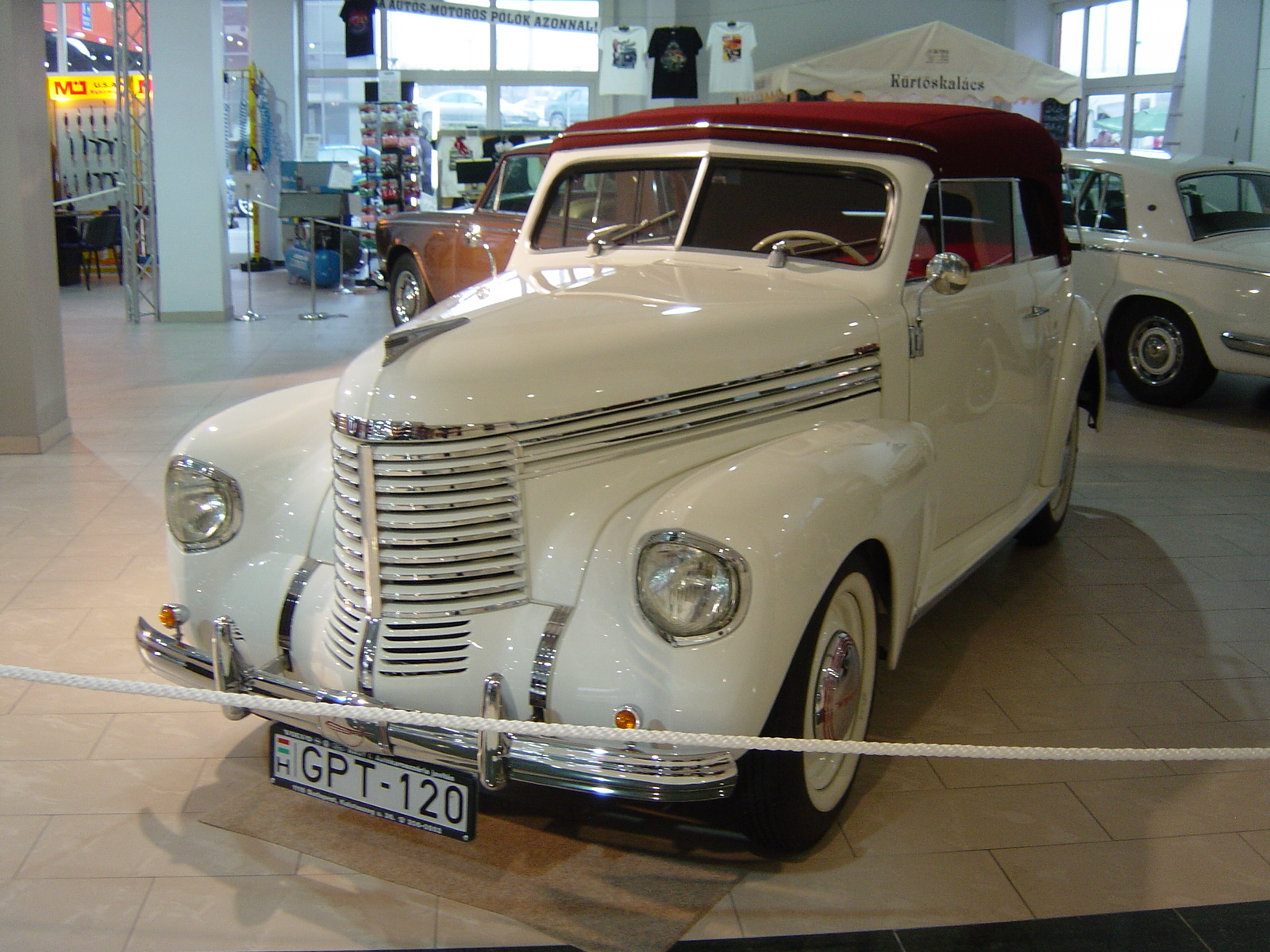
Das Opel-Kapitän-Cabriolet wurde nach dem Krieg nicht mehr produziert
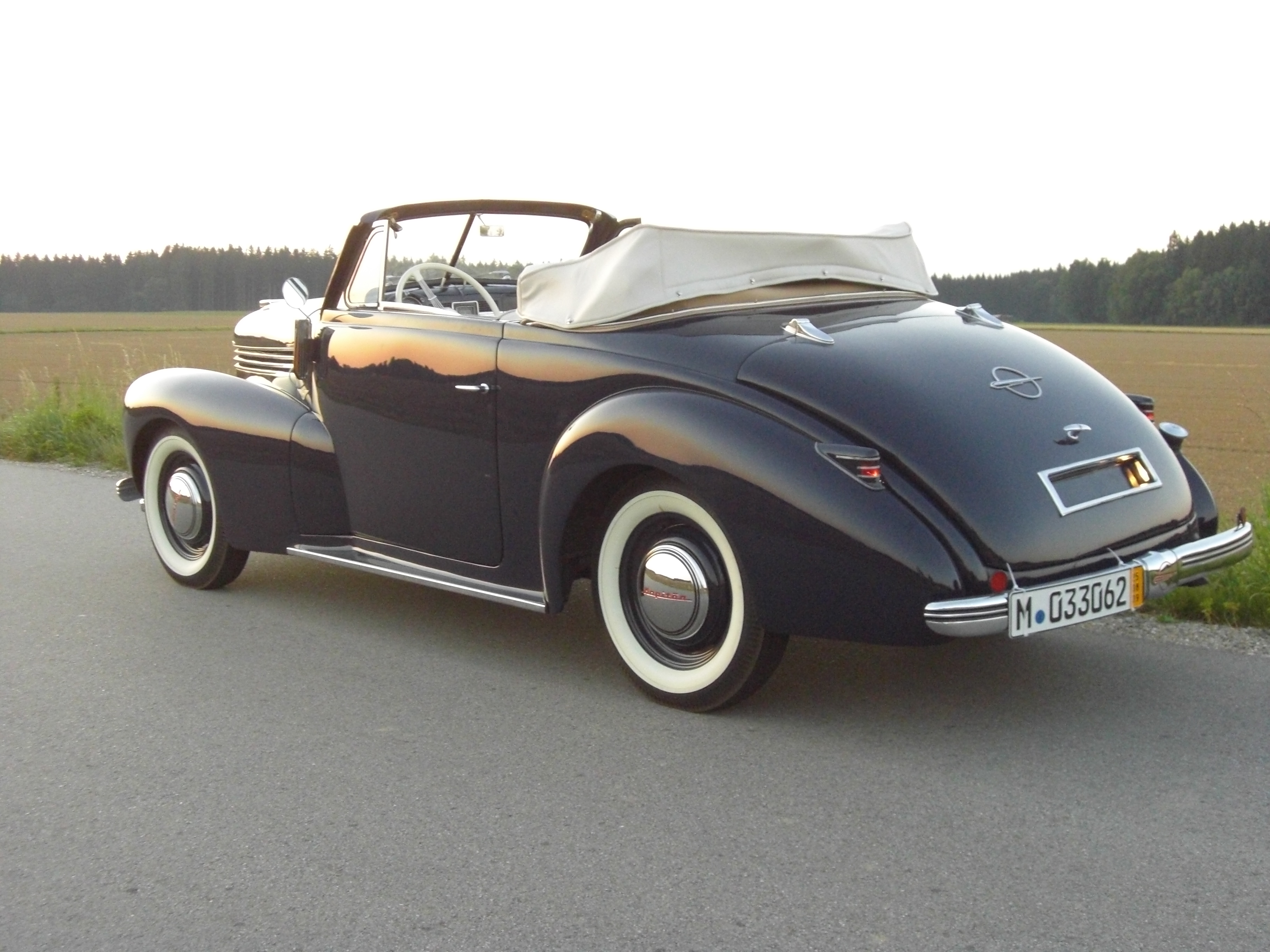
Vom Hebmüller-Cabriolet überdauerten nur zwei Fahrzeuge
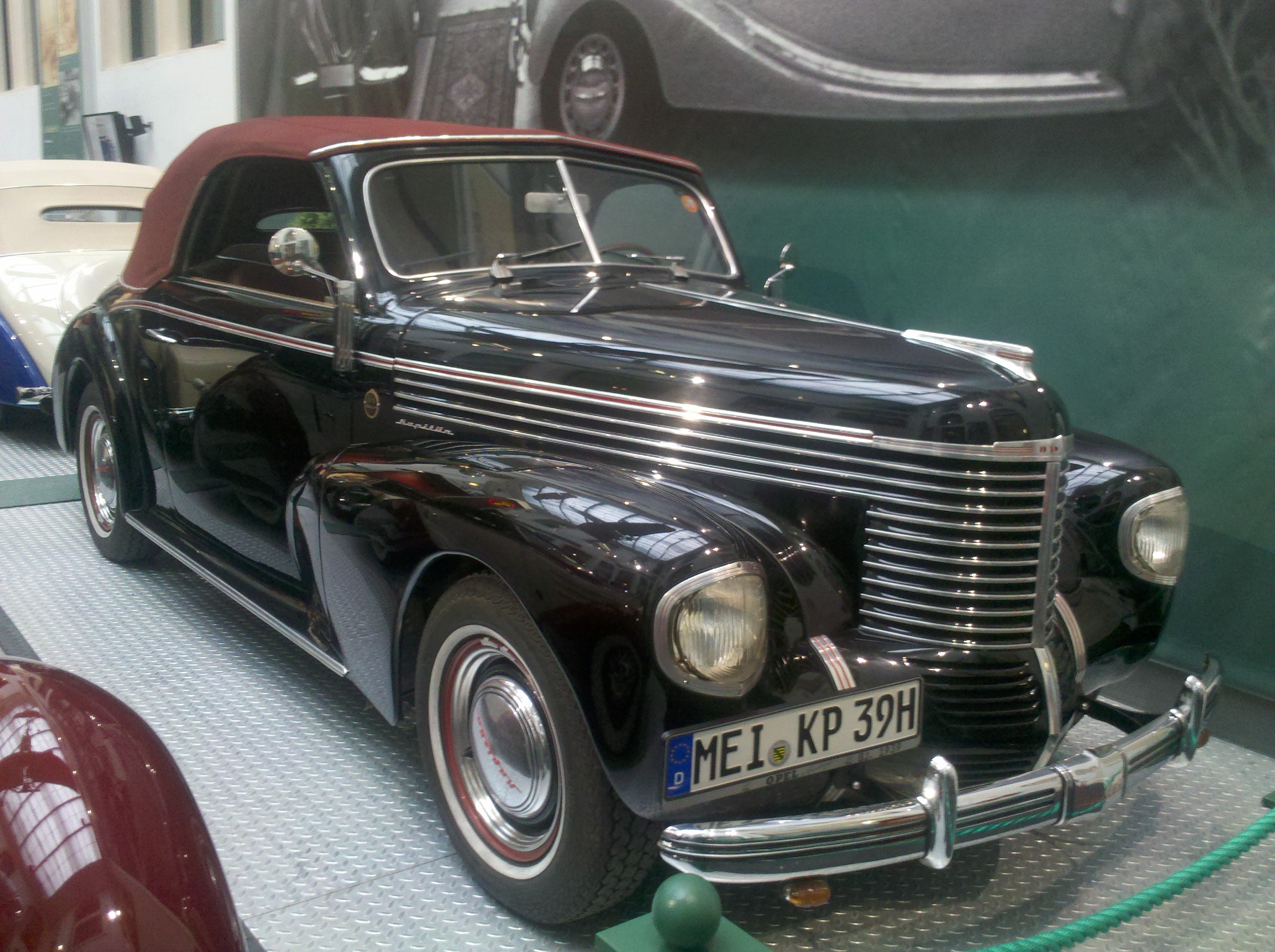
Zweisitziges Opel-Kapitän-’39-Cabriolet mit Gläser-Karosserie

Produktionszahlen Kapitän
Zwischen 1938 und 1943 wurden 25.374 Kapitän hergestellt.
| Jahr    | 1938 | 1939   | 1940 | 1941 | 1942 | 1943 | Summe  |
| ------- | ---- | ------ | ---- | ---- | ---- | ---- | ------ |
| Kapitän | 664  | 23.755 | 952  | 0    | 0    | 3    | 25.374 |

## Kapitän ’48 (1948–1950)

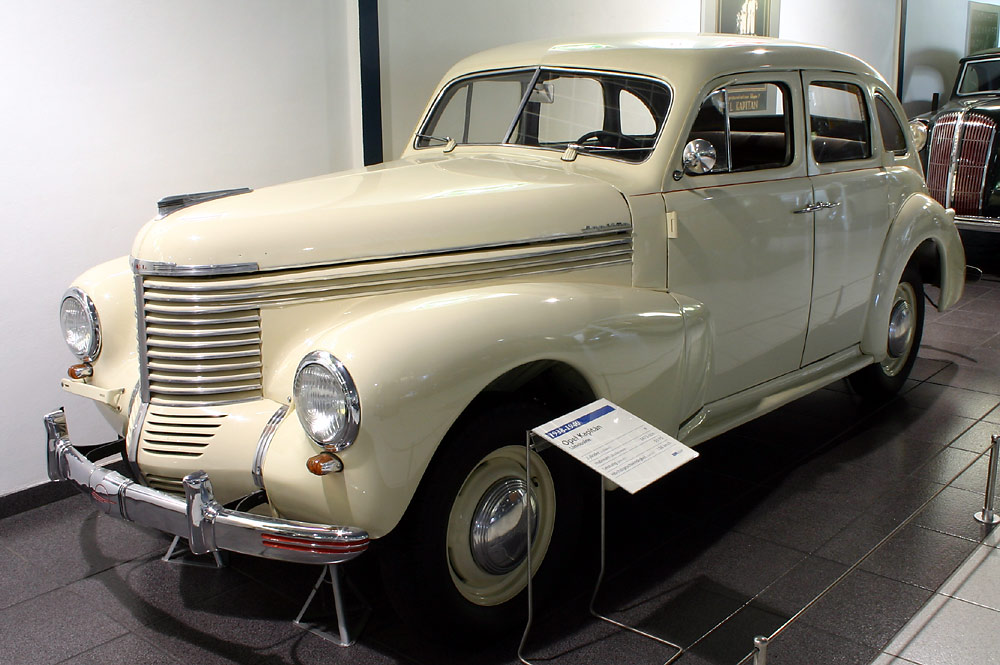
Opel Kapitän ’48

Im Dezember 1947 wurde zunächst die Produktion des Olympia wieder aufgenommen. Ab Oktober 1948 wurde auch der Kapitän in leicht überarbeiteter Form wieder produziert, allerdings nur als viertürige Limousine mit Portaltüren. Erkennbare Unterschiede waren die nunmehr runden Scheinwerfer und Detailänderungen wie u. a. Stoßstangen mit stärker ausgebildeten Hörnern und Radkappen. Mit dem 2,5-Liter-Reihenmotor mit 55 PS (40 kW) und Dreiganggetriebe mit Mittelschalthebel erreichte er eine Höchstgeschwindigkeit von 126 km/h.
Bis April 1950 wurden 12.936 Exemplare gebaut.
Produktionszahlen Kapitän ’49
Zwischen 1948 und 1950 wurden 12.936 Kapitän 49 hergestellt.
| Jahr       | 1948 | 1949  | 1950  | Summe  |
| ---------- | ---- | ----- | ----- | ------ |
| Kapitän 49 | 266  | 7.820 | 4.850 | 12.936 |

## Kapitän ’50 (1950–1951)

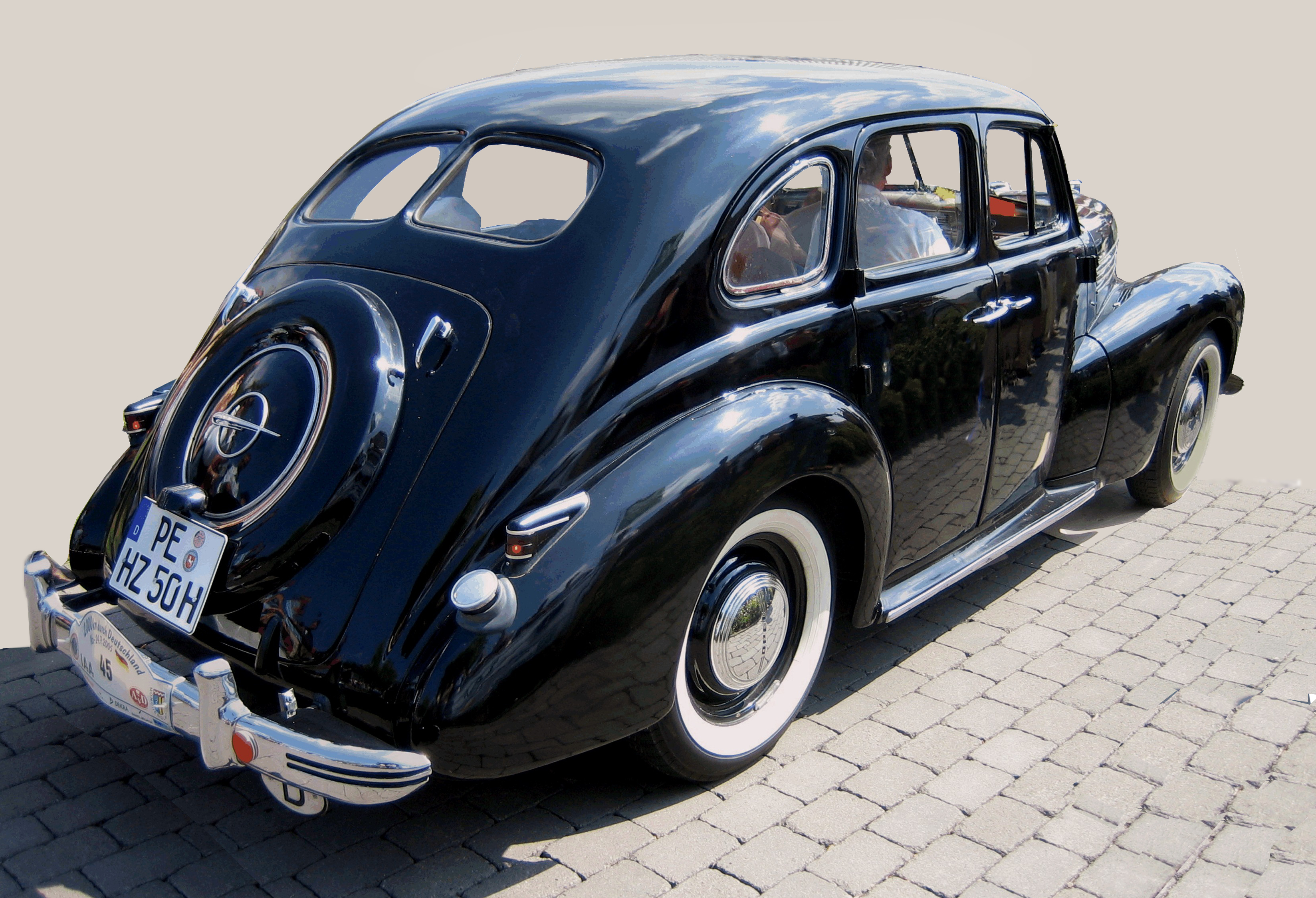
Opel Kapitän ’50

Der Kapitän ’50 erhielt einige Änderungen und Verbesserungen. Augenfälligstes Merkmal ist die neu eingeführte Lenkradschaltung („Fernschaltung“), ein neues Armaturenbrett (wie das des späteren Kapitän ’51) und neu gestaltete Innenverkleidungen und Polsterstoffe (Streifen). Die Verdichtung des 2,5-Liter-Motors wurde leicht von 6,0 : 1 auf 6,1 : 1 erhöht.
Vom Kapitän ’50 entstanden zwischen Mai 1950 und Februar 1951 17.470 Exemplare.
Produktionszahlen Kapitän ’50
Zwischen 1950 und 1951 wurden 17.470 Kapitän 50 hergestellt.
| Jahr       | 1950   | 1951  | Summe  |
| ---------- | ------ | ----- | ------ |
| Kapitän 50 | 13.799 | 3.671 | 17.470 |

## Kapitän ’51 (1951–1953)
Der Kapitän ’51 repräsentierte mit modernisierter Karosserie, ungeteiltem Heckfenster, deutlich mehr Chrom und stärkerem Motor 58 PS (43 kW) die ersten Anzeichen des deutschen Wirtschaftswunders. Der Wagen war in den 1950er Jahren äußerst beliebt und ein Statussymbol. Zeitweise lag er an dritter Stelle in der Zulassungsstatistik nach VW Käfer und Opel Olympia Rekord. Von März 1951 bis Juli 1953 wurden insgesamt 48.587 Fahrzeuge gebaut. Der Preis betrug 9250 DM (ab 1. August 1951: 9600 DM).

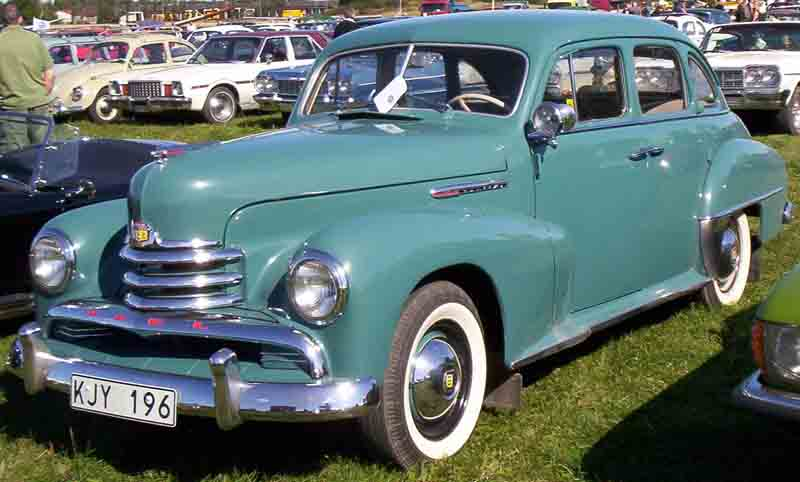
Opel Kapitän ’51
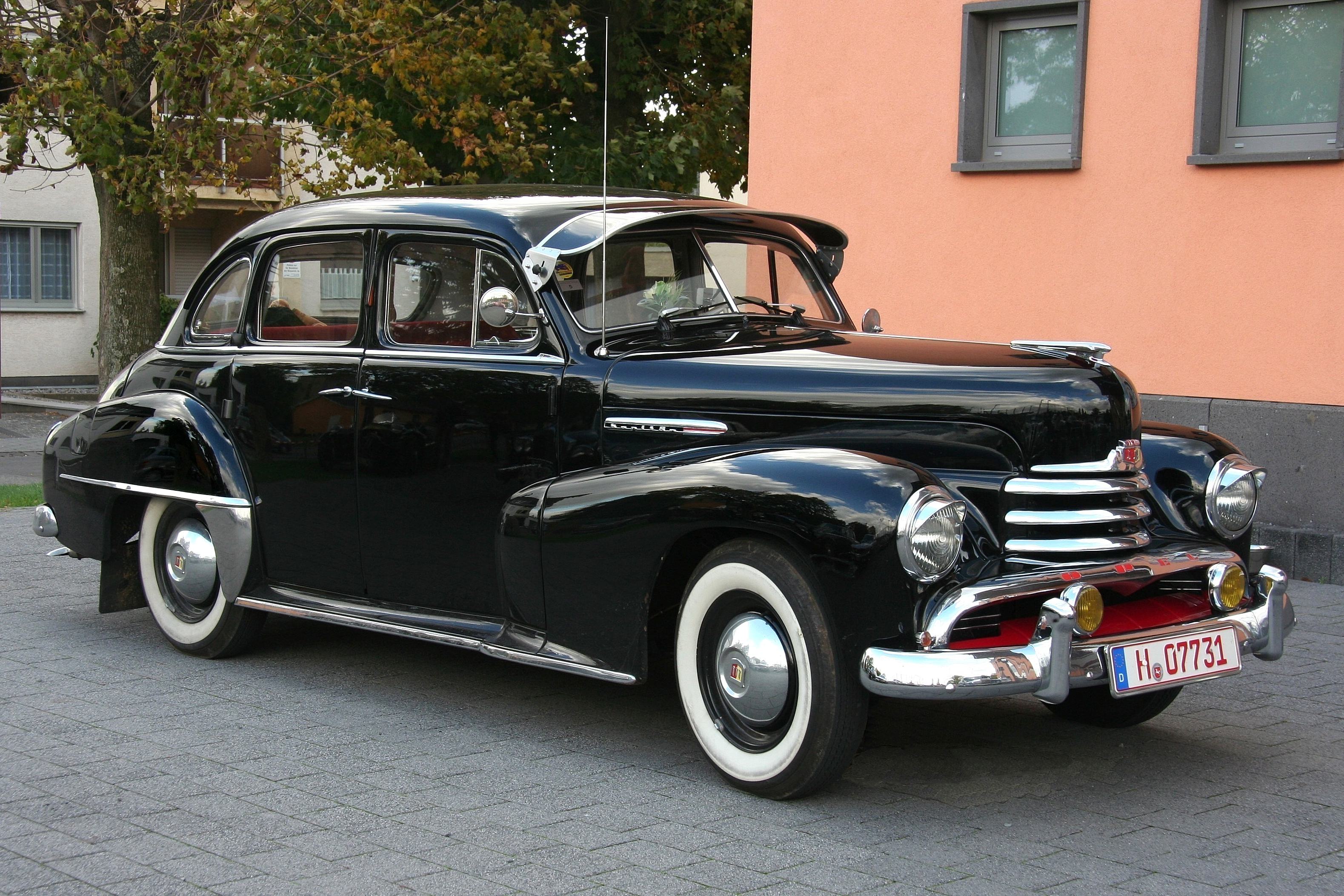
Opel Kapitän '51 mit zeitgenössischen Zubehör
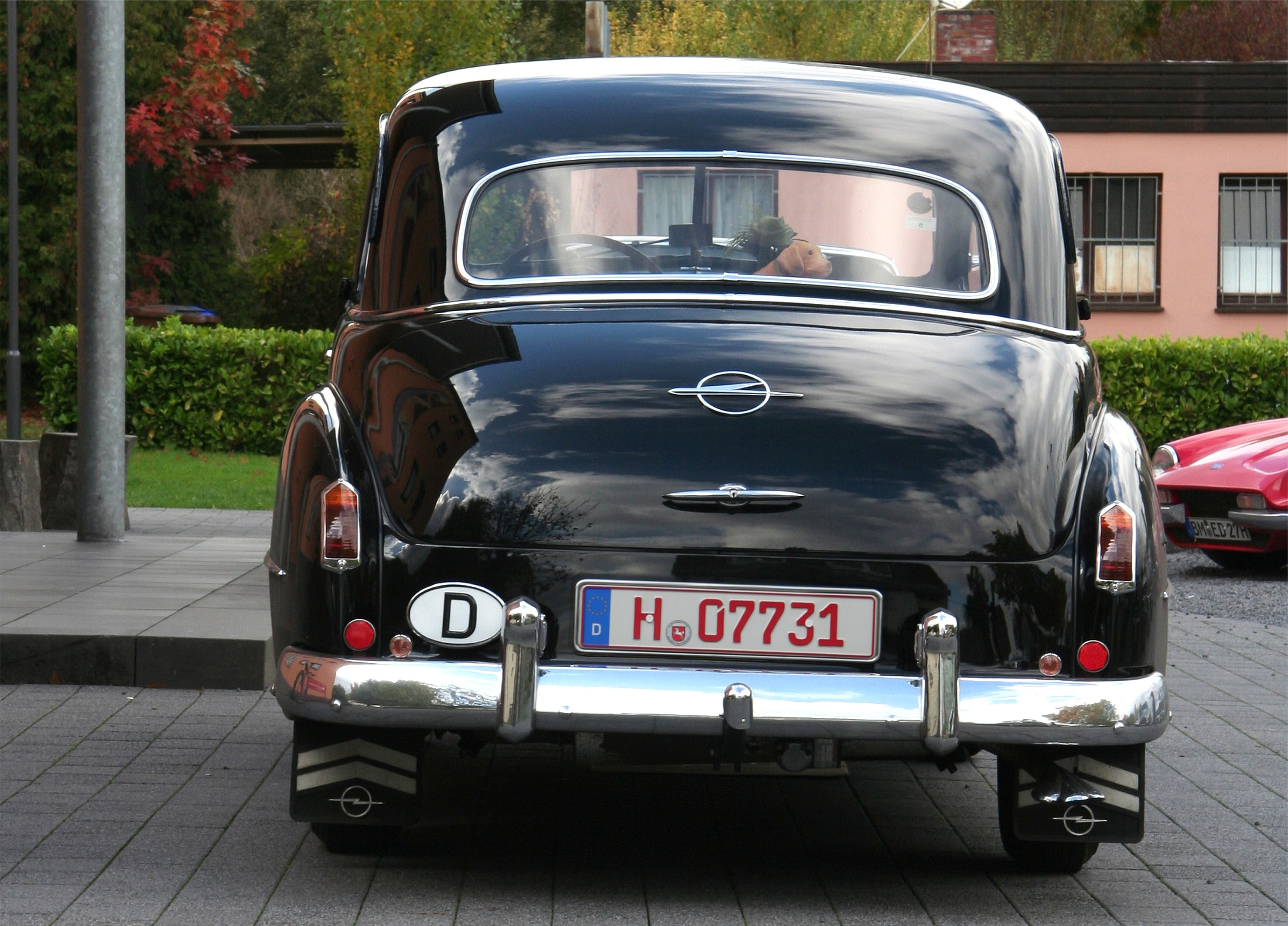
Heck des Opel Kapitän '51 mit durchgehendem Fenster

Produktionszahlen Kapitän ’51
Zwischen 1951 und 1953 wurden 48.587 Kapitän 51 hergestellt.
| Jahr       | 1951   | 1952   | 1953  | Summe  |
| ---------- | ------ | ------ | ----- | ------ |
| Kapitän 51 | 18.075 | 22.757 | 7.755 | 48.587 |

| Technische Daten Opel Kapitän 1948–1953 |                                                                                 |                                                                                 |
| Opel Kapitän                            | 1948–1950                                                                       | 1951–1953                                                                       |
| Motor                                   | 6-Zylinder-Reihenmotor (Viertakt)                                               | 6-Zylinder-Reihenmotor (Viertakt)                                               |
| Hubraum                                 | 2473 cm³                                                                        | 2473 cm³                                                                        |
| Bohrung × Hub                           | 80 × 82 mm                                                                      | 80 × 82 mm                                                                      |
| Leistung bei 1/min                      | 55 PS (40 kW) bei 3500                                                          | 58 PS (43 kW) bei 3700                                                          |
| Max. Drehmoment bei 1/min               | 142 Nm bei 1700                                                                 | 144 Nm bei 1700                                                                 |
| Verdichtung                             | 6,0 : 1 ab Mai 1950 6,1 : 1                                                     | 6,25 : 1                                                                        |
| Gemischaufbereitung                     | 1 Fallstromvergaser (Opel/Carter)                                               | 1 Fallstromvergaser (Opel/Carter)                                               |
| Ventilsteuerung                         | Hängende Ventile, Stoßstangen und Kipphebel (seitliche Nockenwelle, Stirnräder) | Hängende Ventile, Stoßstangen und Kipphebel (seitliche Nockenwelle, Stirnräder) |
| Kühlung                                 | Wasserkühlung                                                                   | Wasserkühlung                                                                   |
| Getriebe                                | 3-Gang-Getriebe, Mittel- oder (ab Mai 1950) Lenkradschaltung                    | 3-Gang-Getriebe, Mittel- oder (ab Mai 1950) Lenkradschaltung                    |
| Radaufhängung vorn                      | Einzelradaufhängung an Doppelquerlenkern, Schraubenfedern                       | Einzelradaufhängung an Doppelquerlenkern, Schraubenfedern                       |
| Radaufhängung hinten                    | Starrachse, 2 halbelliptische Blattfedern mit je 7 Blättern                     | Starrachse, 2 halbelliptische Blattfedern mit je 7 Blättern                     |
| Bremsen                                 | hydraulisch betätigte Trommelbremsen, Ø 230 mm                                  | hydraulisch betätigte Trommelbremsen, Ø 230 mm                                  |
| Lenkung                                 | Schnecke und Rolle                                                              | Schnecke und Rolle                                                              |
| Karosserie                              | Stahlblech, selbsttragend                                                       | Stahlblech, selbsttragend                                                       |
| Spurweite vorn/hinten                   | 1348/1326 mm                                                                    | 1348/1326 mm                                                                    |
| Radstand                                | 2695 mm                                                                         | 2695 mm                                                                         |
| Länge                                   | 4620 mm                                                                         | 4715 mm                                                                         |
| Leergewicht                             | 1230 kg                                                                         | 1240 kg                                                                         |
| Höchstgeschwindigkeit                   | 126 km/h                                                                        | 130 km/h                                                                        |
| 0–100 km/h                              | 29 s                                                                            | 24 s                                                                            |
| Verbrauch (Liter/100 Kilometer)         | 13,0 N                                                                          | 12,0 N                                                                          |
| Preis (DM)                              | 9950                                                                            | 9600–9850                                                                       |

## Kapitän ’54 (1953–1955)
Im Herbst 1953 erhielt der überarbeitete Kapitän ’54 eine Pontonkarosserie im amerikanischen Stil mit einem markanten „Haifischmaul“-Kühlergrill. Alle Türen waren jetzt vorn angeschlagen und auch die Frontscheibe ungeteilt. Das Heckfenster war dreigeteilt mit einer breiten Mittelscheibe und zwei kleinen stärker gewölbten äußeren Scheiben. Die Leistung des Motors stieg auf 68 PS (50 kW), die Höchstgeschwindigkeit auf 138 km/h.
In seiner Produktionszeit von November 1953 bis Juli 1955 wurden 61.543 Exemplare gebaut. Der Kaufpreis betrug 9500 DM (ab 3. Januar 1955: 8990 DM).
Produktionszahlen Kapitän ’54
Zwischen 1953 und 1955 wurden 61.544 Kapitän 54 hergestellt.
| Jahr       | 1953  | 1954   | 1955   | Summe  |
| ---------- | ----- | ------ | ------ | ------ |
| Kapitän 54 | 1.497 | 44.259 | 15.788 | 61.544 |

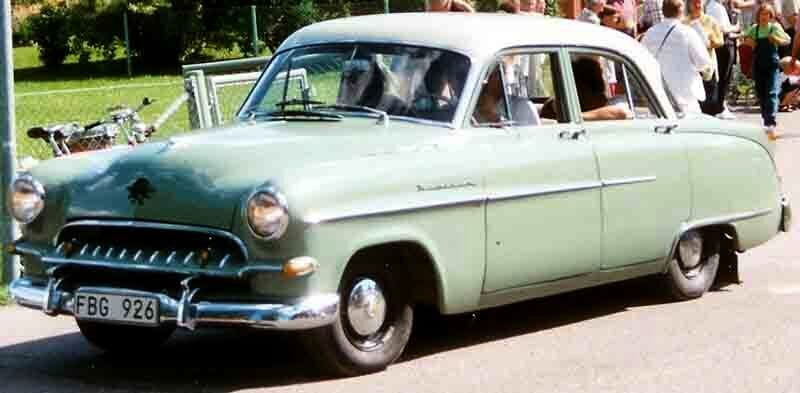
Opel Kapitän ’54
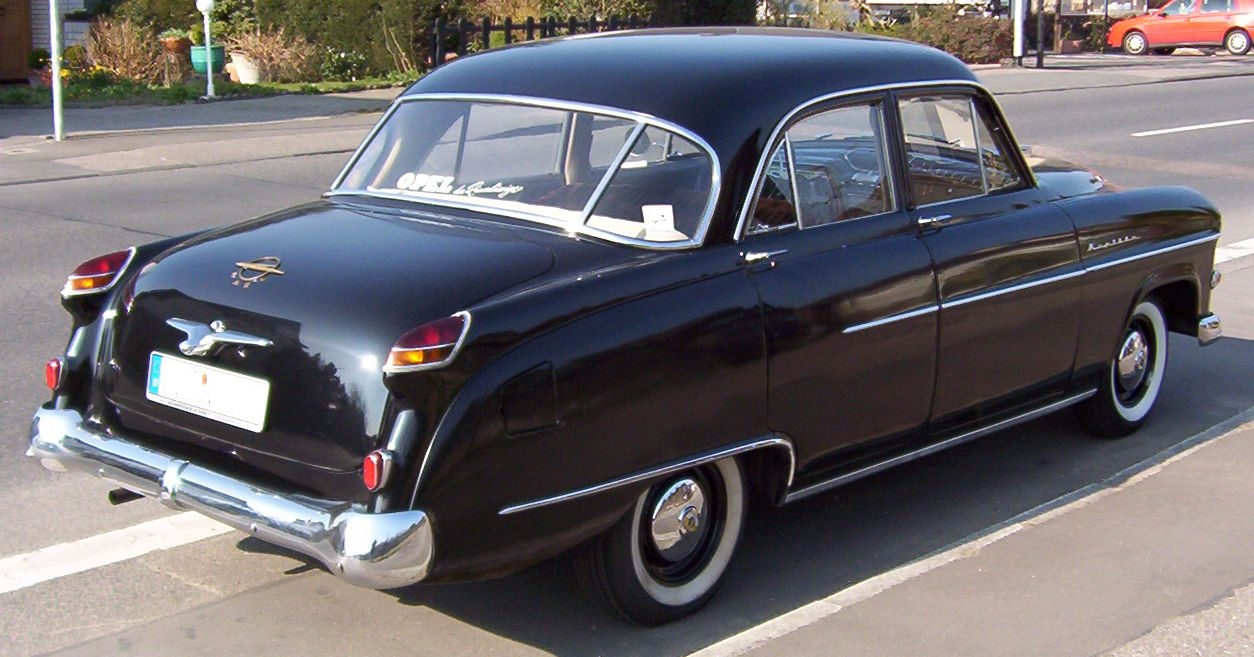
Opel Kapitän ’54 (Rückseite mit dreigeteiltem Heckfenster)
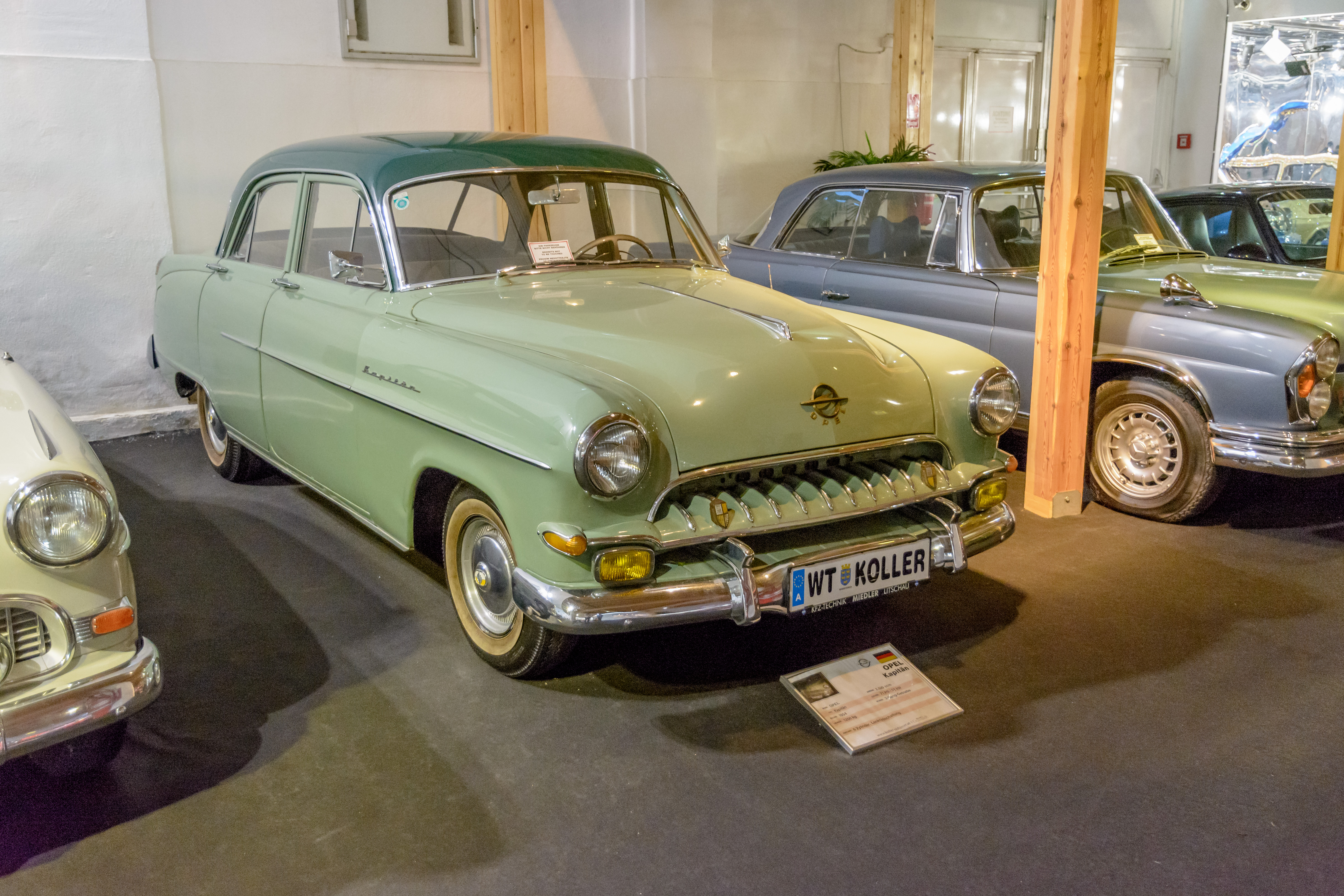
Oldtimermuseum Koller, Heldenberg

## Kapitän ’56 / ’57 (1955–1958)
Für die im August 1955 angelaufene Reihe gab es ein geringfügiges Facelift. Dabei wurde die Motorhaube geglättet und der Kühlergrill bestand nun aus senkrechten Gitterstäben statt des „Haifischmauls“. Die hinteren Kotflügel erhielten kleine „Flossen“. Die Motorleistung wurde auf 75 PS (55 kW) gesteigert.
Ab August 1956 wurde der Kapitän ’57 angeboten.
Erstmals gab es bei diesem Modell ab Mai 1957 gegen einen Aufpreis von 900 DM eine besser ausgestattete L-Version, die unter anderem vordere Einzelsitze, abblendbaren Innenspiegel, Rückfahrscheinwerfer und mehr bot. Zudem war ein Overdrive (2. und 3. Gang) lieferbar.
Gebaut wurden vom Kapitän ’56 bzw. Kapitän ’57 bis Juli 1958 insgesamt 92.555 Fahrzeuge.

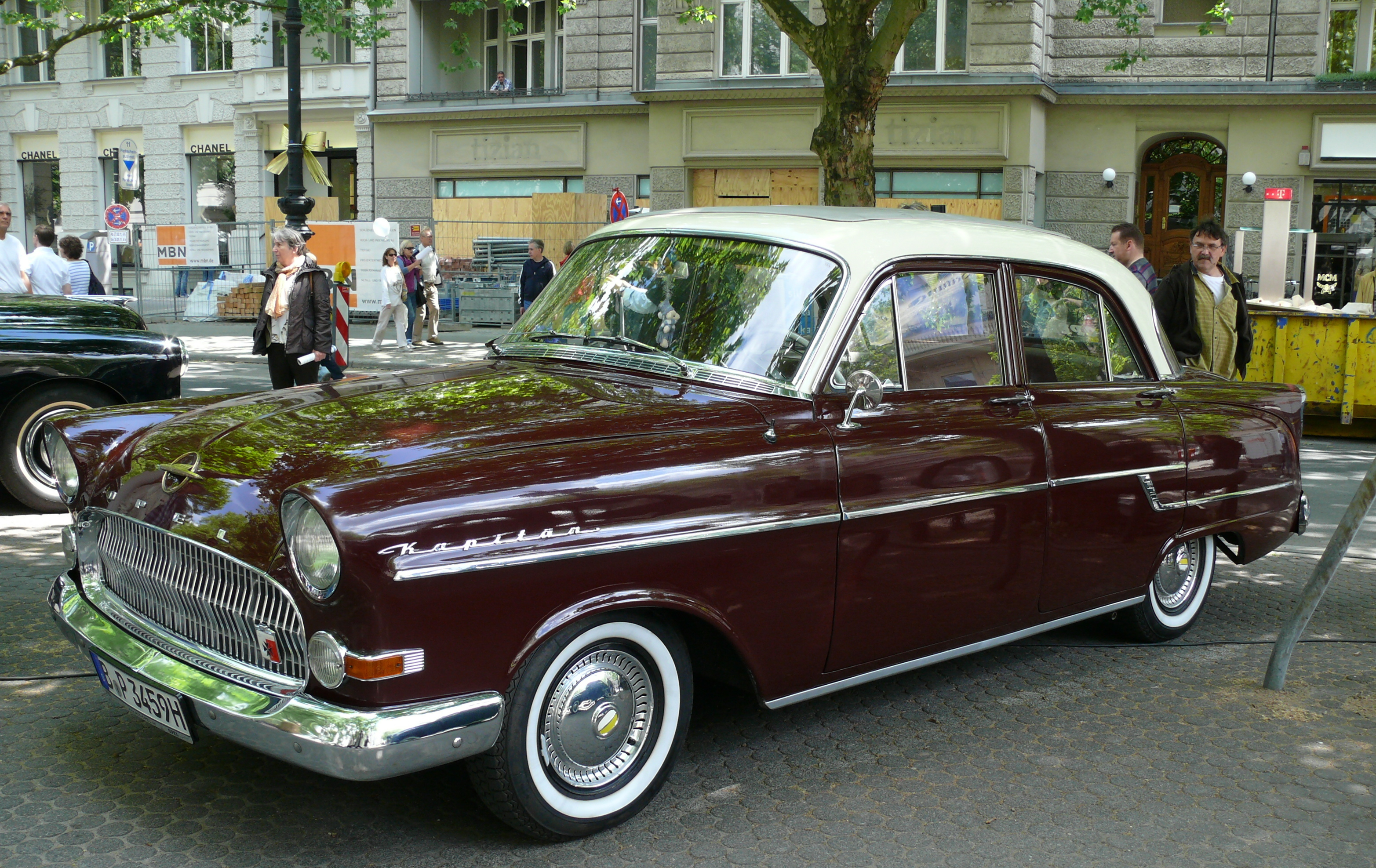
Opel Kapitän ’56
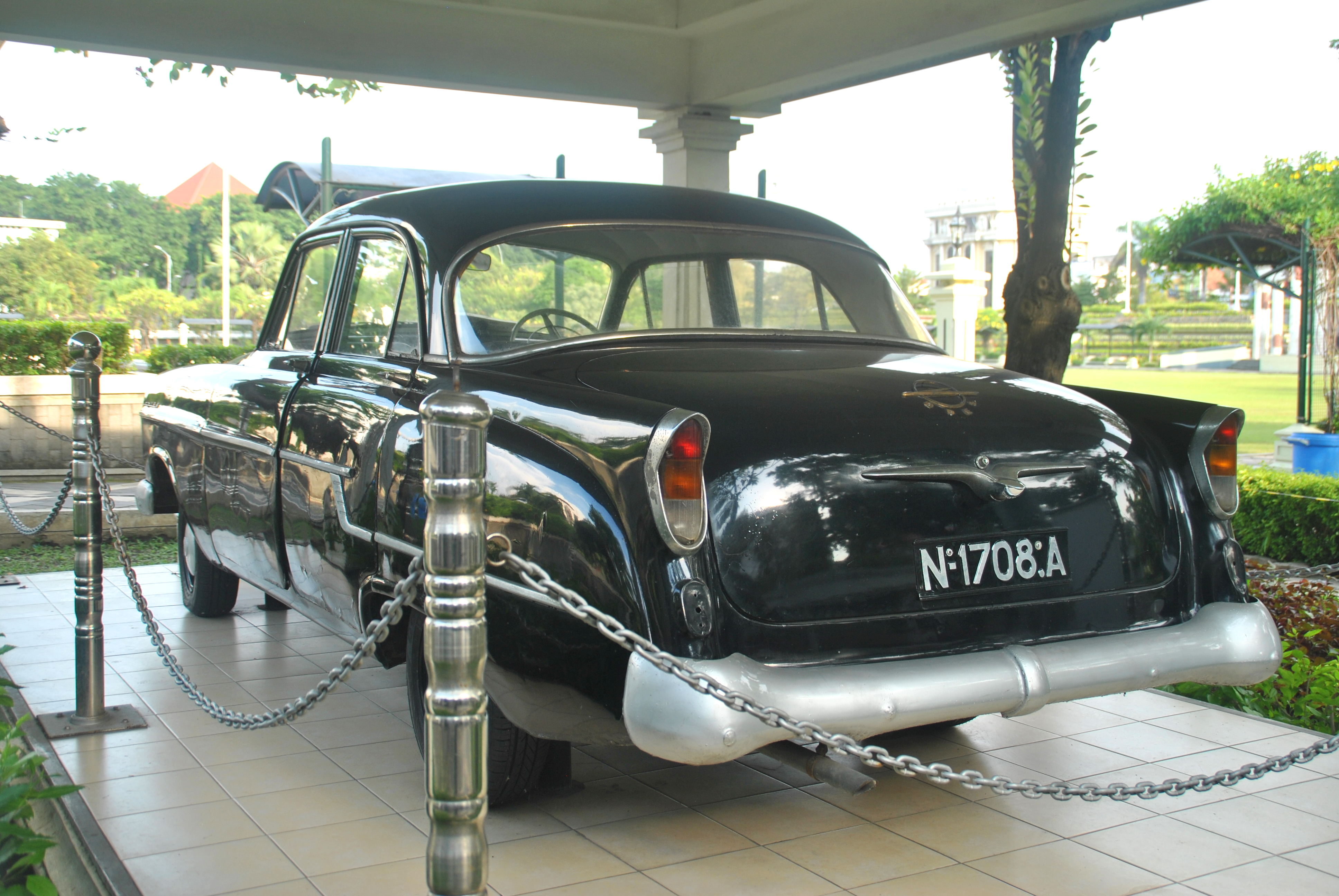
Opel Kapitän ’56 (Rückseite)
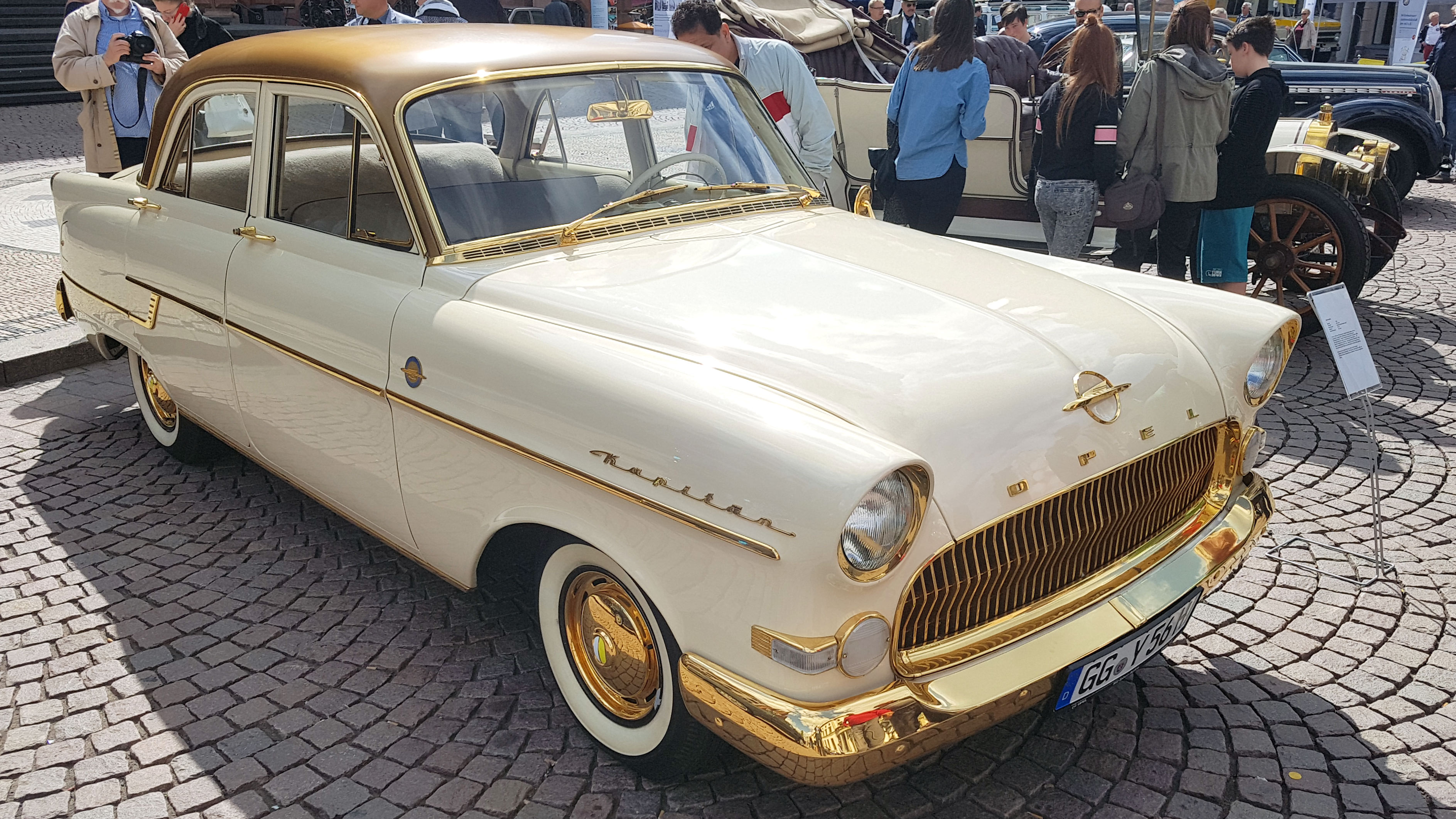
2-Millionster Opel

| Technische Daten Opel Kapitän 1953–1958 |                                                                                               |                                                                                               |
| Opel Kapitän                            | 1953–1955                                                                                     | 1955–1958                                                                                     |
| Motor                                   | 6-Zylinder-Reihenmotor (Viertakt)                                                             | 6-Zylinder-Reihenmotor (Viertakt)                                                             |
| Hubraum                                 | 2473 cm³                                                                                      | 2473 cm³                                                                                      |
| Bohrung × Hub                           | 80 × 82 mm                                                                                    | 80 × 82 mm                                                                                    |
| Leistung bei 1/min                      | 68–71 PS (50–52 kW) bei 3700                                                                  | 75 PS (55 kW) bei 3900                                                                        |
| Max. Drehmoment bei 1/min               | 165–170 Nm bei 1700                                                                           | 170 Nm bei 1700                                                                               |
| Verdichtung                             | 7,0: 1                                                                                        | 7,1: 1                                                                                        |
| Gemischaufbereitung                     | 1 Fallstromvergaser (Opel/Carter)                                                             | 1 Fallstromvergaser (Opel/Carter)                                                             |
| Ventilsteuerung                         | stirnradgetriebene seitliche Nockenwelle, Stößel, Stoßstangen, Kipphebel und hängende Ventile | stirnradgetriebene seitliche Nockenwelle, Stößel, Stoßstangen, Kipphebel und hängende Ventile |
| Kühlung                                 | Wasserkühlung                                                                                 | Wasserkühlung                                                                                 |
| Getriebe                                | 3-Gang-Getriebe, Lenkradschaltung                                                             | 3-Gang-Getriebe, Lenkradschaltung                                                             |
| Radaufhängung vorn                      | Einzelradaufhängung an Doppelquerlenkern, Schraubenfedern                                     | Einzelradaufhängung an Doppelquerlenkern, Schraubenfedern                                     |
| Radaufhängung hinten                    | Starrachse, halbelliptische Blattfedern mit 5 Federlagen                                      | Starrachse, halbelliptische Blattfedern mit 5 Federlagen                                      |
| Bremsen                                 | hydraulisch betätigte Trommelbremsen, Ø 230 mm                                                | hydraulisch betätigte Trommelbremsen, Ø 230 mm                                                |
| Karosserie                              | Stahlblech, selbsttragend                                                                     | Stahlblech, selbsttragend                                                                     |
| Spurweite vorn/hinten                   | 1341/1372 mm                                                                                  | 1372/1372 mm                                                                                  |
| Radstand                                | 2750 mm                                                                                       | 2750 mm                                                                                       |
| Länge                                   | 4710 mm                                                                                       | 4735 mm                                                                                       |
| Leergewicht                             | 1250 kg                                                                                       | 1300 kg                                                                                       |
| Höchstgeschwindigkeit                   | 138 km/h                                                                                      | 140 km/h                                                                                      |
| 0–100 km/h                              | 23 s                                                                                          | 20 s                                                                                          |
| Verbrauch (Liter/100 Kilometer)         | 12,0 N                                                                                        | 11,5 N                                                                                        |
| Preis (DM)                              | 9660                                                                                          | 9350–10.250                                                                                   |

 Produktionszahlen Kapitän ’56 
Zwischen 1955 und 1958 wurden 92.555 Kapitän 56 hergestellt.
| Jahr         | 1955   | 1956   | 1957   | 1958  | Summe  |
| ------------ | ------ | ------ | ------ | ----- | ------ |
| Kapitän 56   | 15.364 | 42.958 | 23.063 | 3.187 | 84.572 |
| Kapitän 56 L |        |        | 6.822  | 1.161 | 7.983  |
| Summe        | 15.364 | 42.958 | 29.885 | 4.348 | 92.555 |

## Kapitän P 2,5 (ursprünglich „P“, 1958–1959)
Der Opel Kapitän P 2,5 erschien im Juli 1958 zum Preis von 10.250 DM, mit einem 2,5-Liter-Motor und einer Leistung von 80 PS (59 kW). Es waren auch eine L-Version (Aufpreis 750 DM) und ein Overdrive-Getriebe (Aufpreis 650 DM) lieferbar.
Das Styling der Karosserie mit reichlichem Chromzierrat, den Heckflossen und Panoramascheiben vorn und hinten war stark an amerikanische Automobile dieser Zeit angelehnt, kam auch deswegen beim deutschen Käuferkreis nur sehr begrenzt an. Die Farbauswahl der Lackierung war reichlich. Wegen der schlüssellochförmigen Heckleuchten bekam dieses Modell später den Spitznamen „Schlüssellochkapitän“. Er wird auch als Kapitän „P1“ (das „P“ stand für die Panoramascheiben) bezeichnet.
Wegen des hinten stark geneigten Dachs, der hinteren Panoramascheibe und der etwas schmalen Türen war das Einsteigen in den Fond für erwachsene Personen unbequem, man stieß sich leicht den Kopf an die hinteren Dachkante. Außerdem war die Sicht der Fondpassagiere zur Seite eingeschränkt und das tief heruntergezogene Dach bewirkte eine schlechte Sicht nach hinten, die Kopffreiheit war deswegen auch eingeschränkt. Die weit um die Ecken herumgezogene Frontscheibe erwies sich beim Einsteigen als nachteilig, weil man sich am unteren Rahmen leicht die Knie anstoßen konnte. 
Von Juli 1958 bis Juni 1959 wurden 34.842 Kapitän P 2,5 gebaut. Schon nach einem Jahr wurde dieses Modell abgelöst.
Produktionszahlen Kapitän P1 2.5
Zwischen 1958 und 1959 wurden 34.842 Kapitän P1 2.5 hergestellt.

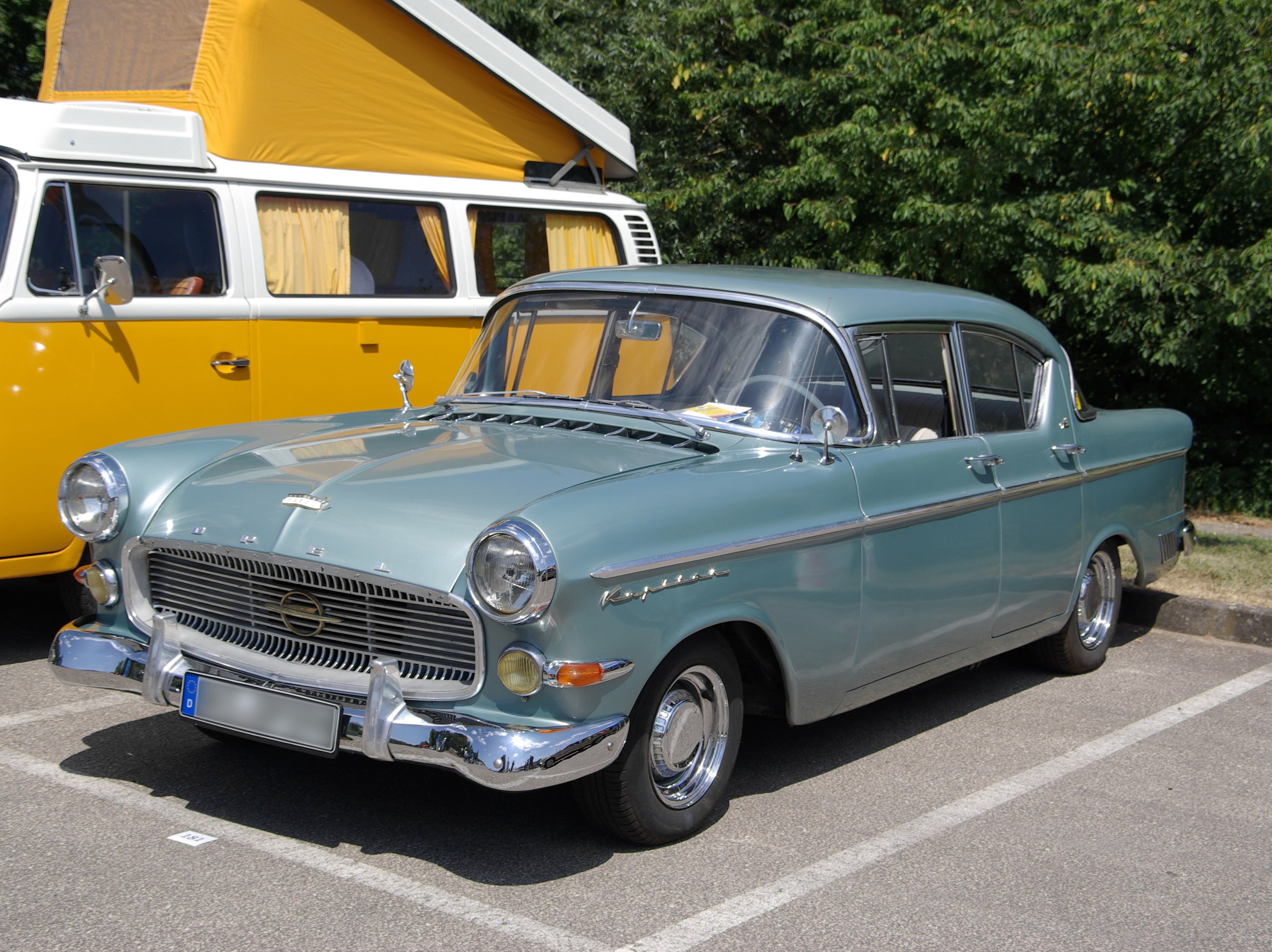
Opel Kapitän P 2,5
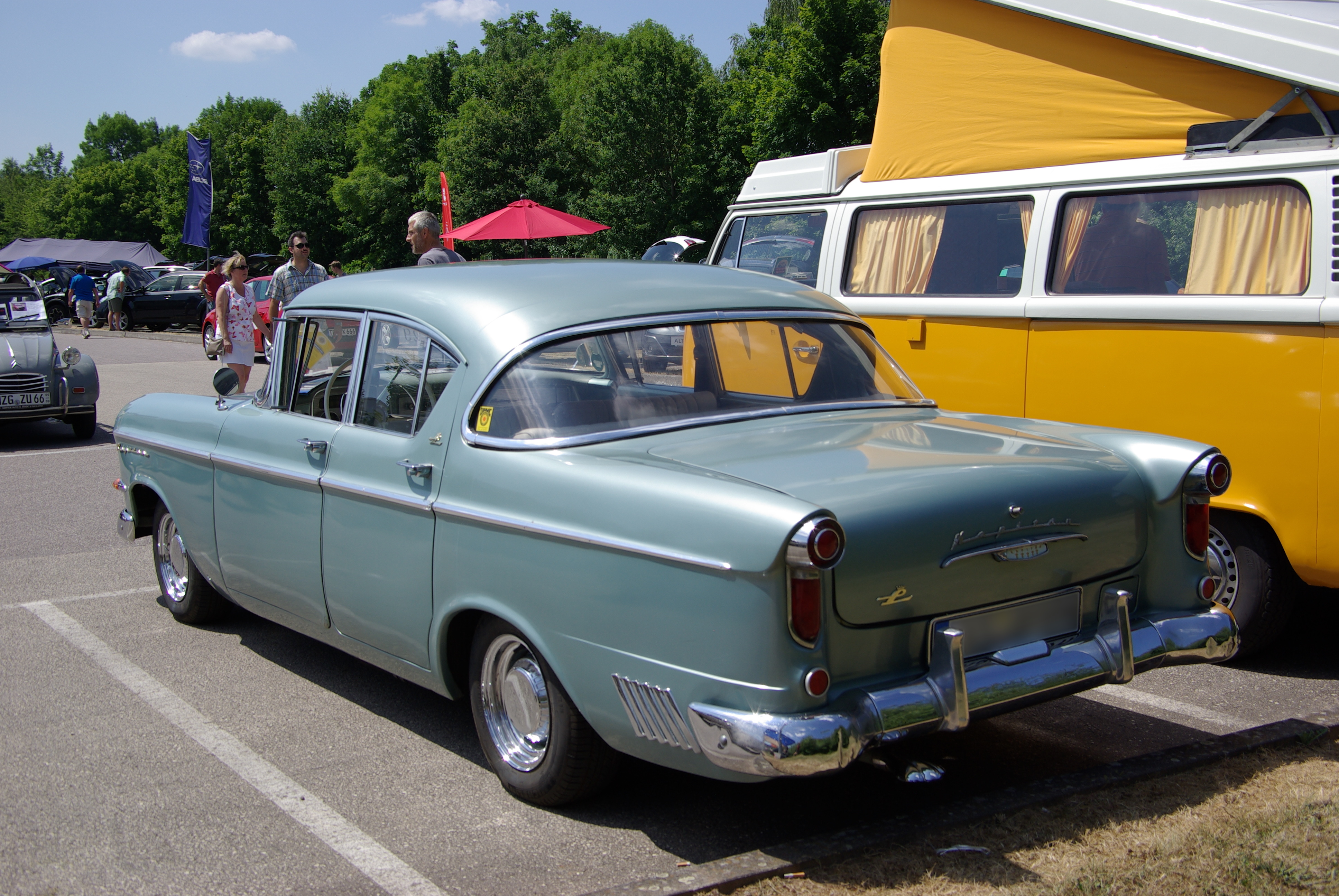
Opel Kapitän P 2,5
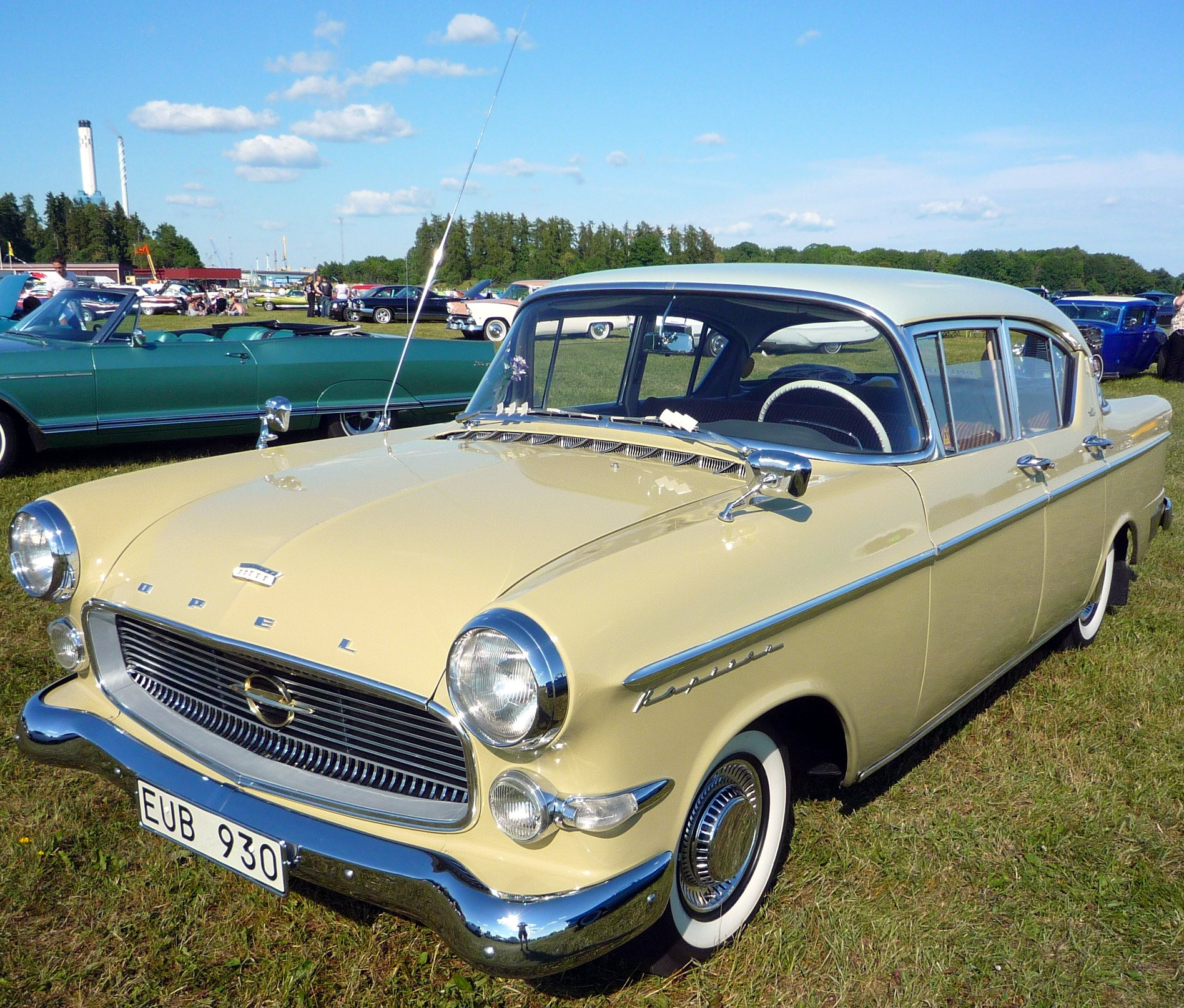
Opel Kapitän P 2,5
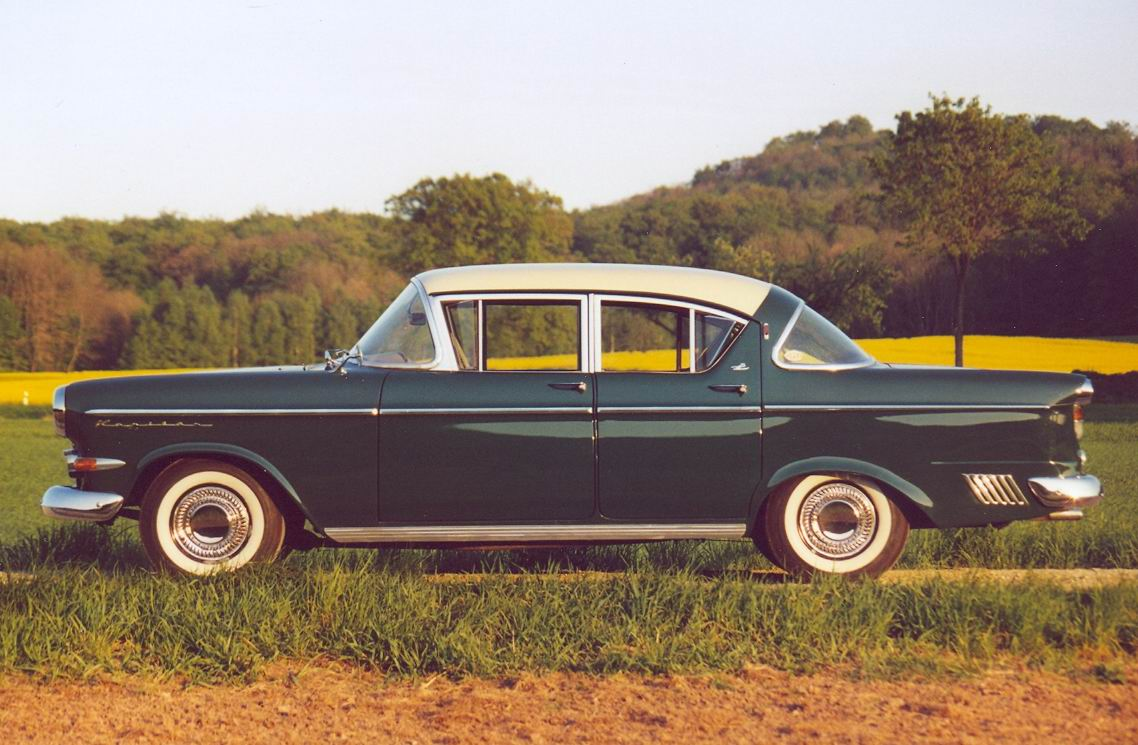
Opel Kapitän P 2,5
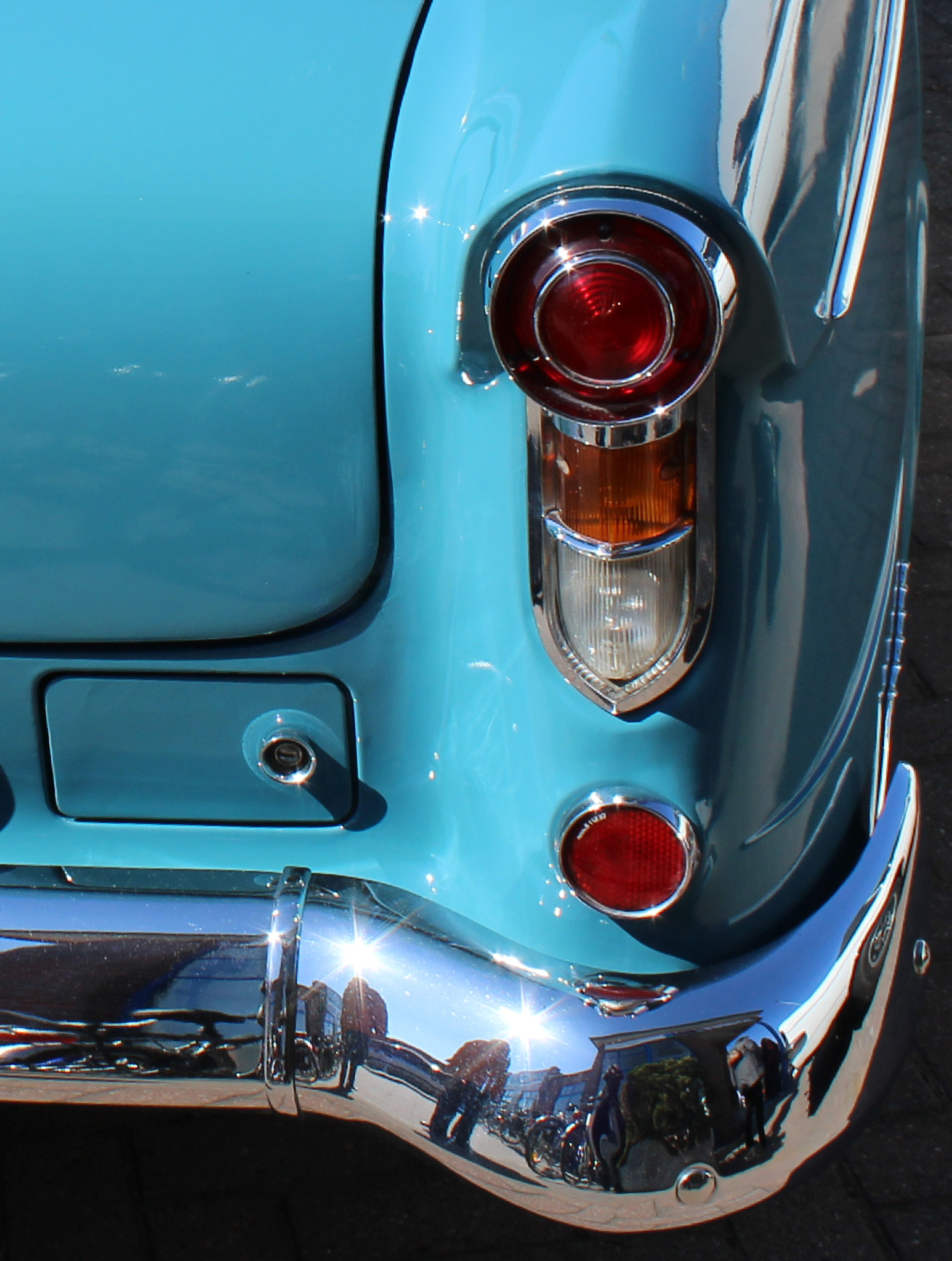
Detail

| Jahr      | 1958   | 1959  | Summe  |
| --------- | ------ | ----- | ------ |
| Kapitän   | 13.156 | 4.554 | 17.710 |
| Kapitän L | 11.880 | 5.252 | 17.132 |
| Summe     | 25.036 | 9.806 | 34.842 |

## Kapitän P 2,6 (1959–1963)
Im Sommer 1959 erschien ein neuer Kapitän: Die neue Karosserie hatte eine flachere, gestreckte Linienführung mit noch größerer Panoramascheibe vorn. Das beim Vorgängertyp kritisierte hinten stark heruntergezogene Dach wurde geändert, sodass man hinten wieder besser einsteigen konnte. Mit dem auf 2605 cm³ vergrößerten Hubraum stieg die Motorleistung auf 90 PS (66 kW) und die Höchstgeschwindigkeit auf 150 km/h.
Der Wagen wurde der erfolgreichste Kapitän, der je gebaut wurde. Nach dem bis Mitte 1960 verwendeten Overdrive bot Opel bei diesem Modell ab Sommer 1960 erstmals als Extra ein automatisches 3-Gang-„Hydramatic“-Getriebe und ab 1962 eine Servolenkung an. Außerdem gab es wieder eine höherwertige Ausstattungsvariante („L“-Version). Opel nahm auch davon Abstand, nach amerikanischem Vorbild nahezu jedes Jahr ein abgeändertes Fahrzeug zu präsentieren.
Die oft fälschlich angewendete Typbezeichnung „Kapitän P-LV“ speziell für den Kapitän P 2,6 rührt von einem Fehler im Oswald-Standardwerk her, der immer wieder abgeschrieben wird: Die Bezeichnung „LV“ ist Opel-intern und bedeutet bei allen Modellreihen „Limousine viertürig“, analog dazu steht zum Beispiel „LZ“ für Limousine zweitürig (siehe Ersatzteilkataloge). „LVL“ steht für „Limousine viertürig Luxus“. Das alte Kapitän-Modell hieß intern zunächst Kapitän P und später – zur Unterscheidung zum P 2,6 mit größerem Motor – eben P 2,5.
Vom Opel Kapitän P 2,6 gab es auch eine zweitürige Coupé-artige Variante in sehr geringen Stückzahlen, die bei Autenrieth in Darmstadt gebaut wurde. Zwei davon sind noch bekannt, eine ist fahrbereit.
Von Juli 1959 bis Dezember 1963 wurden insgesamt 145.616 Kapitän P 2,6 gebaut. Die letzten Neuzulassungen wurden im Februar 1964 verzeichnet. Der P 2,6 war der letzte Kapitän, der in der Sechszylinder-Klasse bis 1960 noch vor Daimler-Benz in der Zulassungsstatistik lag.

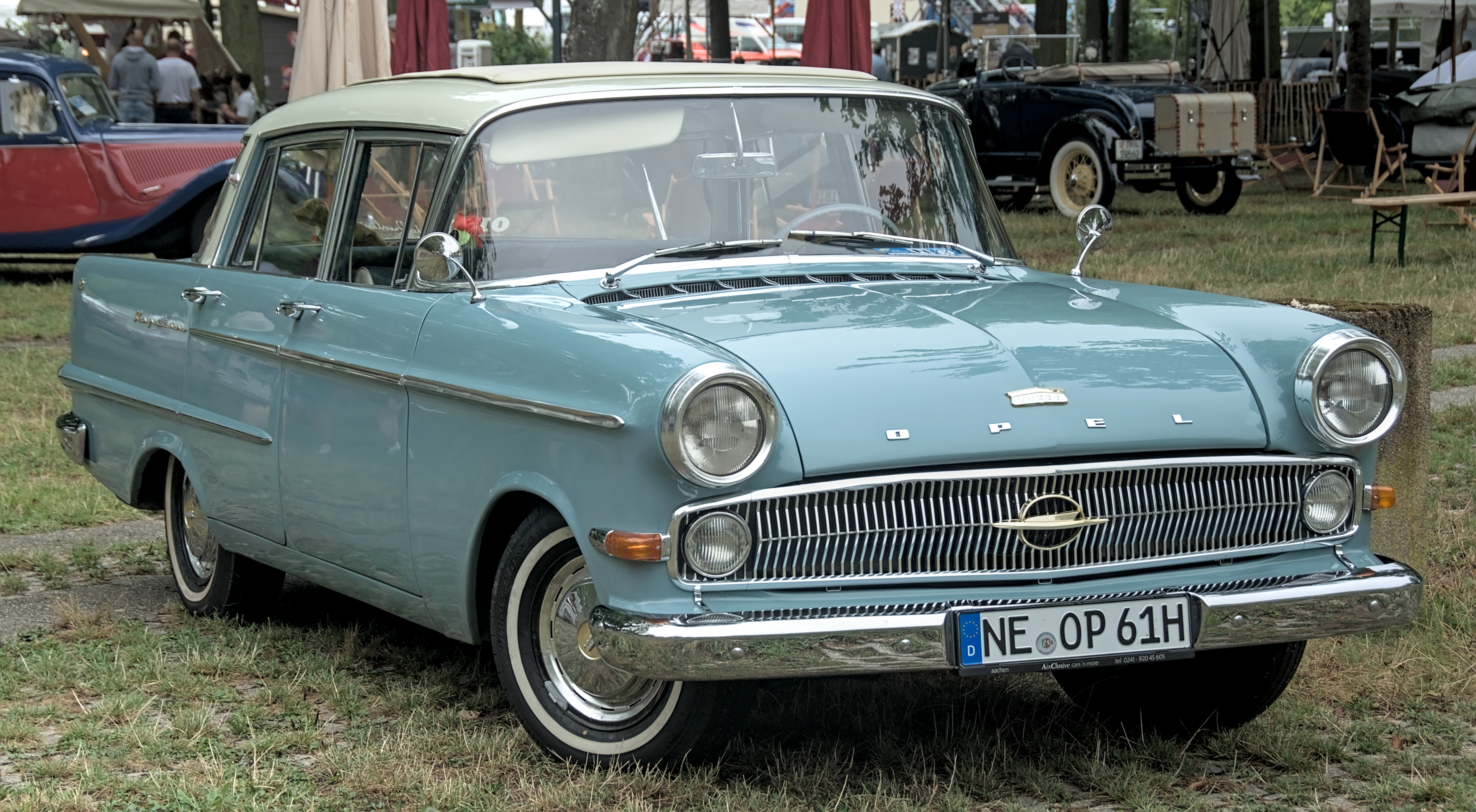
Opel Kapitän P 2,6
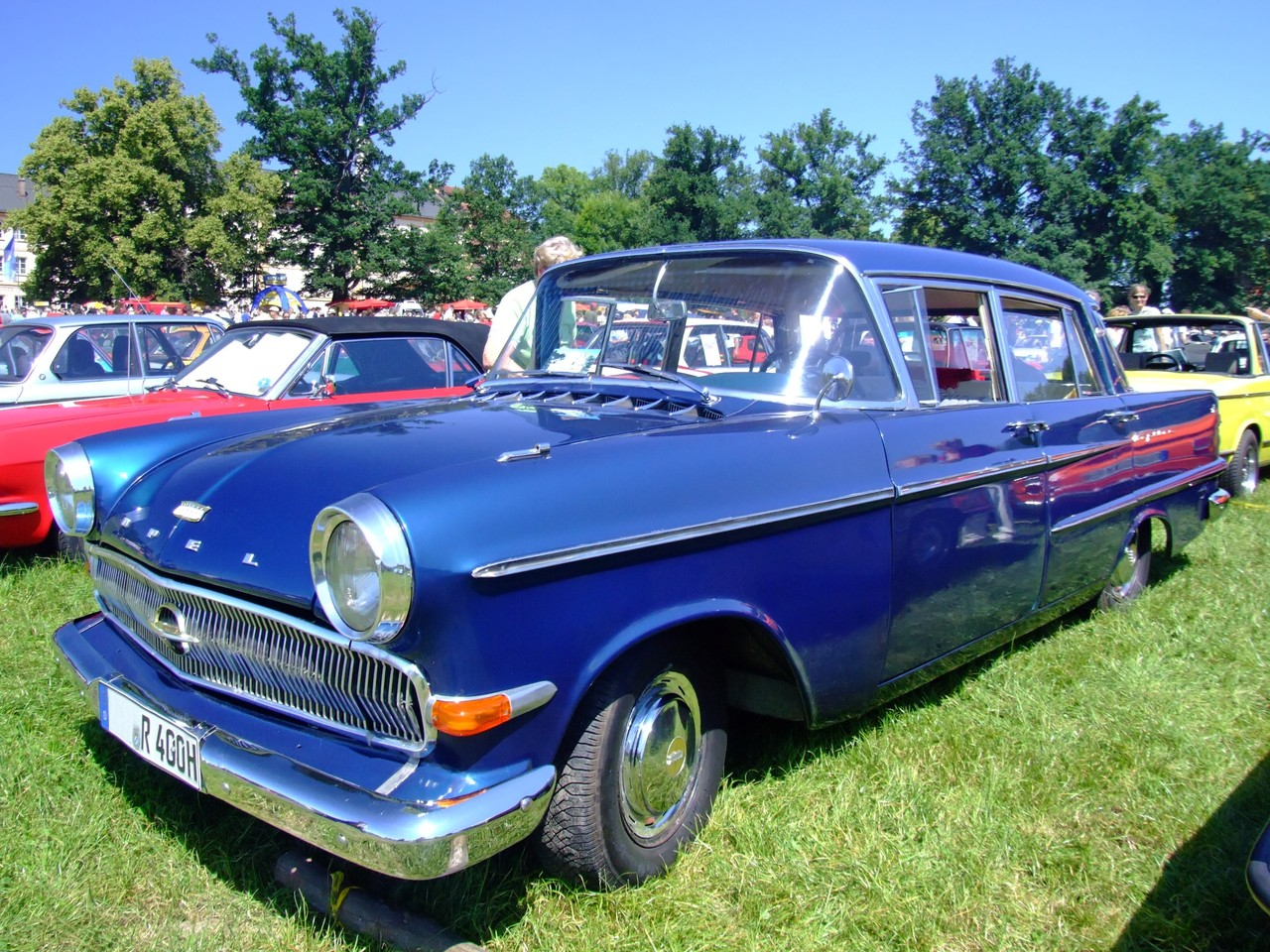
Opel Kapitän P 2,6
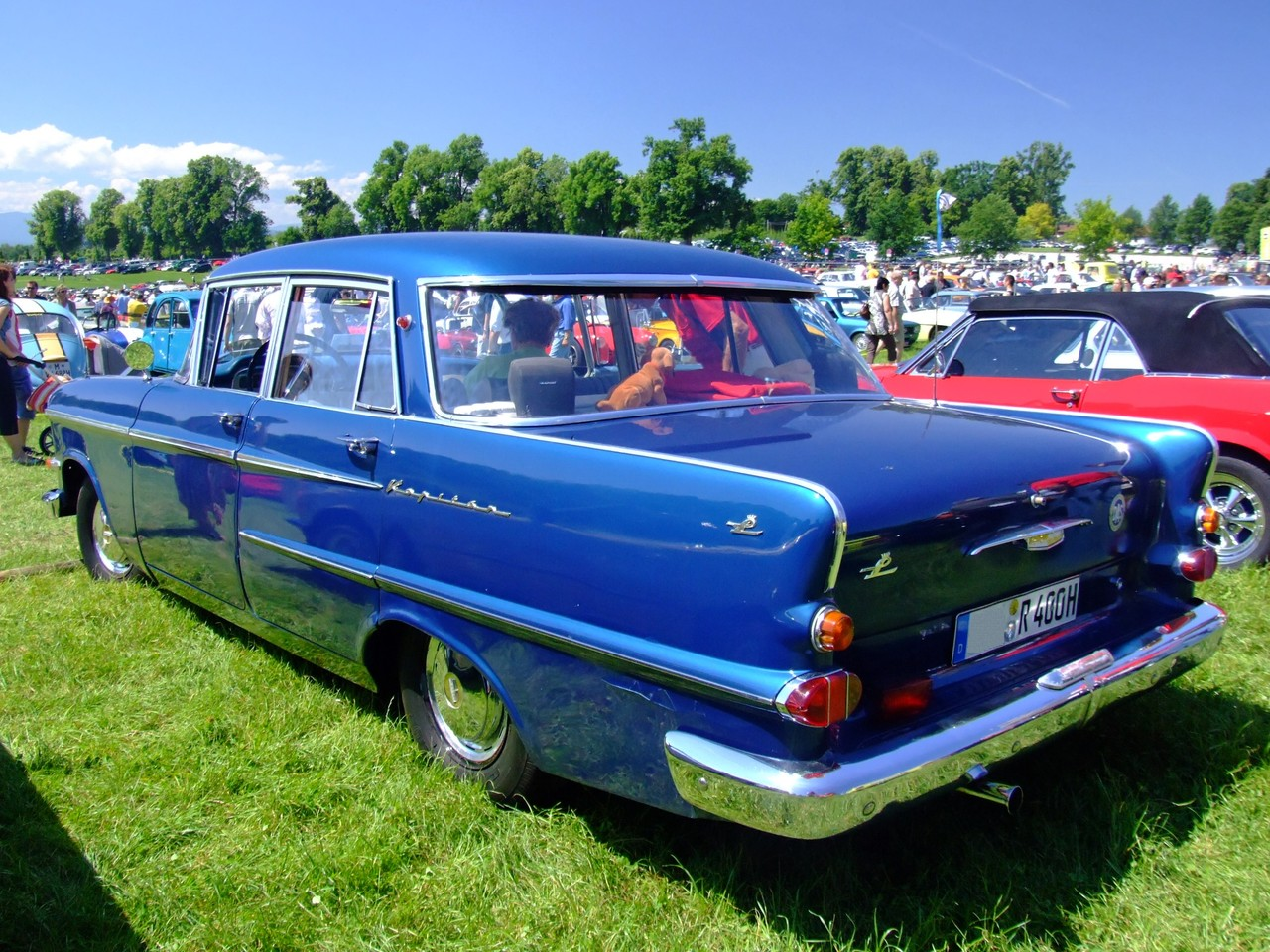
Opel Kapitän P 2,6
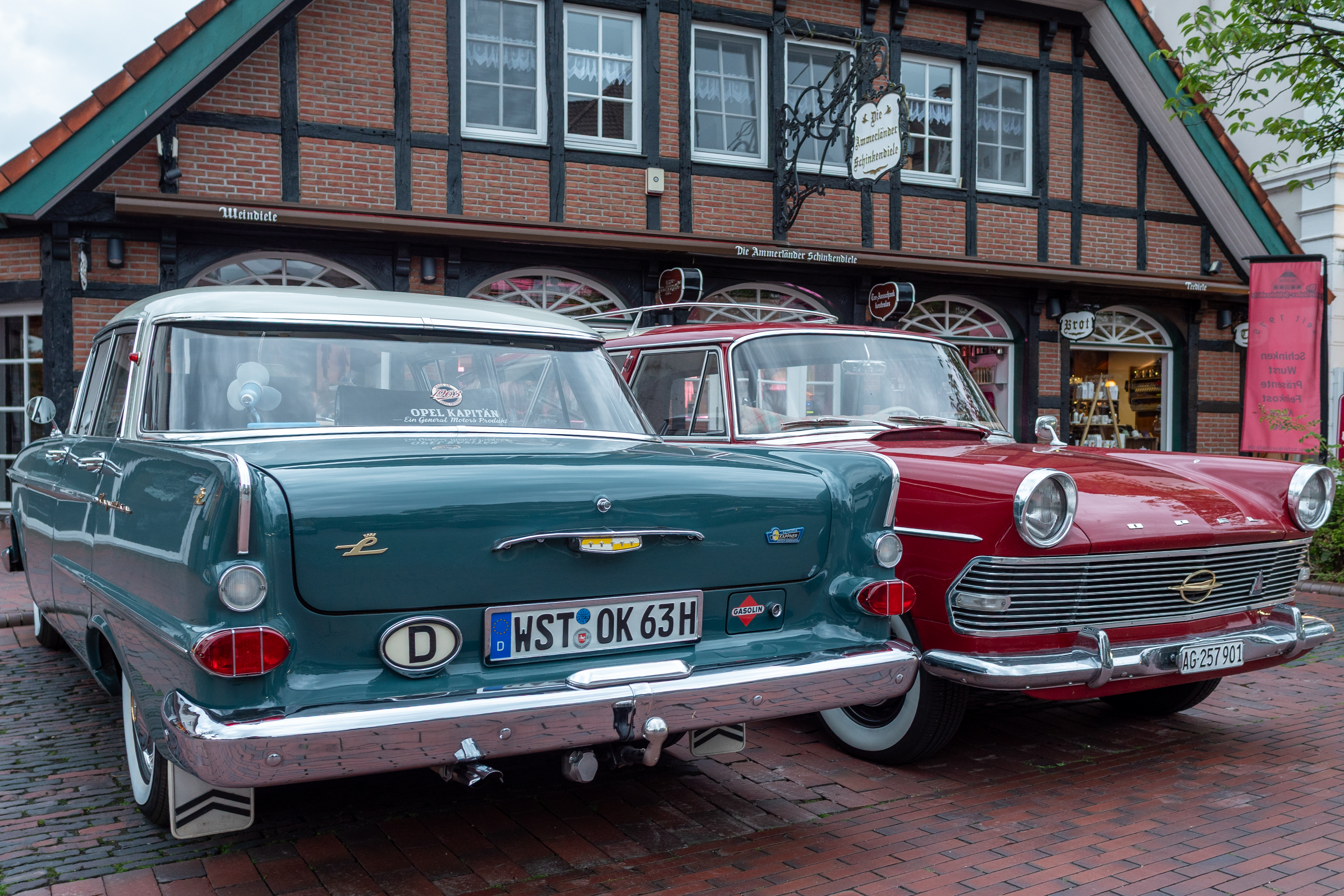
Opel Kapitän P 2,6 (und Opel Rekord P2 Caravan)
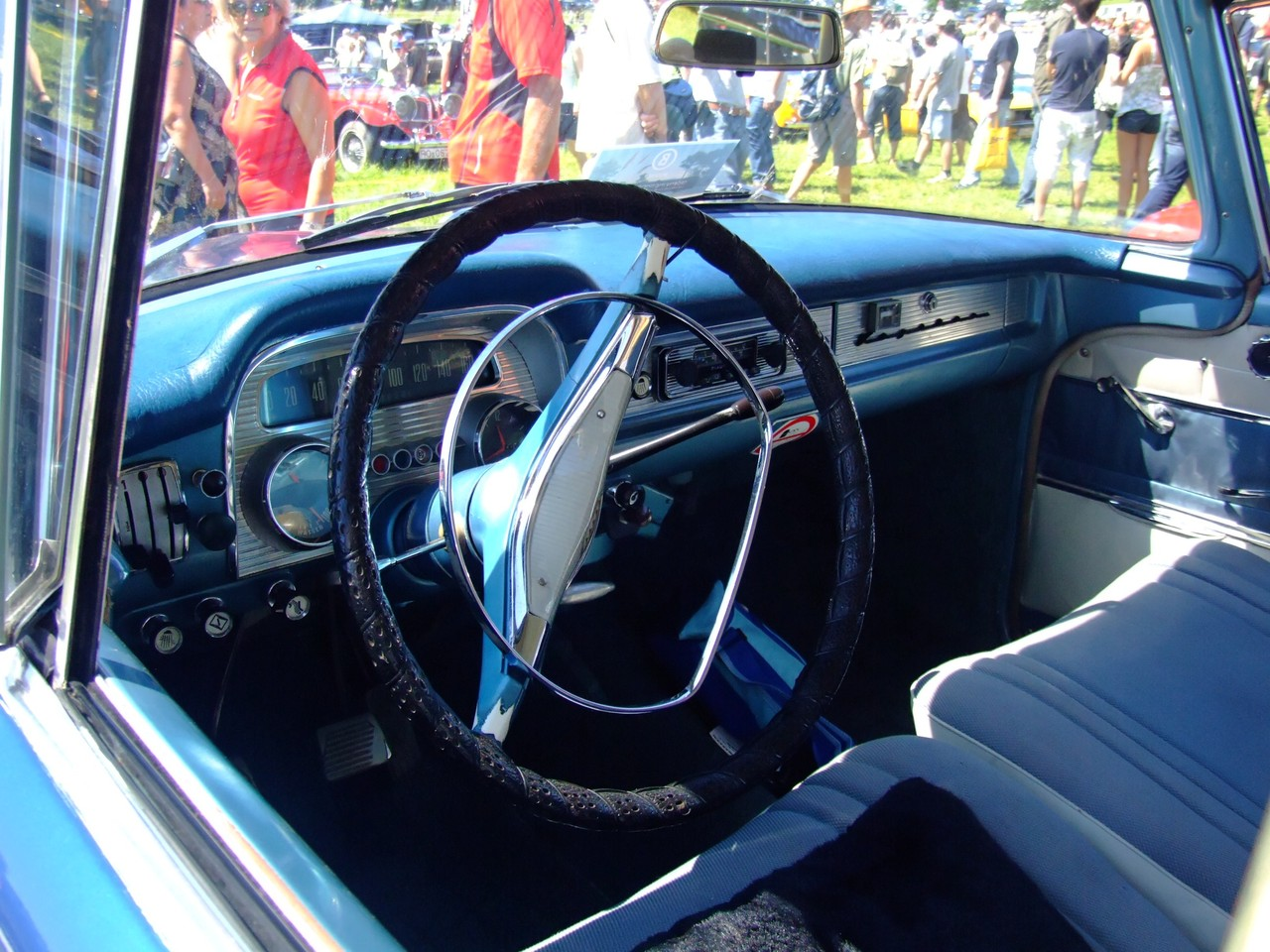
Kapitän-Armaturen (1959)

|                                 | Opel Kapitän P (P 2,5) (1958–1959)                                                    | Opel Kapitän P 2,6 (1959–1963)                                                        |
| ------------------------------- | ------------------------------------------------------------------------------------- | ------------------------------------------------------------------------------------- |
| Motor                           | 6-Zylinder-Reihenmotor (Viertakt)                                                     | 6-Zylinder-Reihenmotor (Viertakt)                                                     |
| Hubraum                         | 2473 cm³                                                                              | 2605 cm³                                                                              |
| Bohrung × Hub                   | 80 × 82 mm                                                                            | 85 × 76,5 mm                                                                          |
| Leistung bei 1/min              | 80 PS (59 kW) bei 4100                                                                | 90 PS (66 kW) bei 4100                                                                |
| Max. Drehmoment bei 1/min       | 173 Nm bei 1900                                                                       | 186–191 Nm bei 1900                                                                   |
| Verdichtung                     | 7,5: 1                                                                                | 7,8–8,2: 1                                                                            |
| Gemischaufbereitung             | 1 Opel-Fallstromvergaser (Lizenz Carter)                                              | 1 Opel-Fallstromvergaser (Lizenz Carter)                                              |
| Ventilsteuerung                 | Hängende Ventile, Stoßstangen und Kipphebel seitliche Nockenwelle mit Stirnradantrieb | Hängende Ventile, Stoßstangen und Kipphebel seitliche Nockenwelle mit Stirnradantrieb |
| Kühlung                         | Wasserkühlung                                                                         | Wasserkühlung                                                                         |
| Getriebe                        | 3-Gang-Getriebe, Lenkradschaltung P 2,6 ab 1961 a.W. mit Hydramatic-Dreigangautomatik | 3-Gang-Getriebe, Lenkradschaltung P 2,6 ab 1961 a.W. mit Hydramatic-Dreigangautomatik |
| Radaufhängung vorn              | einzeln an Doppelquerlenkern, Schraubenfedern                                         | einzeln an Doppelquerlenkern, Schraubenfedern                                         |
| Radaufhängung hinten            | Starrachse, vierlagige halbelliptische Blattfedern                                    | Starrachse, vierlagige halbelliptische Blattfedern                                    |
| Bremsen                         | hydraulisch betätigte Trommelbremsen, Ø 230 mm                                        | hydraulisch betätigte Trommelbremsen, Ø 255 mm                                        |
| Karosserie                      | Stahlblech, selbsttragend                                                             | Stahlblech, selbsttragend                                                             |
| Spurweite vorn/hinten           | 1376/1372 mm                                                                          | 1378/1374 mm                                                                          |
| Radstand                        | 2800 mm                                                                               | 2800 mm                                                                               |
| Länge                           | 4764 mm                                                                               | 4831 mm                                                                               |
| Leergewicht                     | 1310 kg                                                                               | 1340–1380 kg                                                                          |
| Höchstgeschwindigkeit           | 144 km/h                                                                              | 150 km/h                                                                              |
| 0–100 km/h                      | 20 s                                                                                  | 16–17 s                                                                               |
| Verbrauch (Liter/100 Kilometer) | 12,0 S                                                                                | 12,0–13,0 S                                                                           |
| Preis (DM)                      | 10.250–11.650                                                                         | 9.975–11.975                                                                          |

 Produktionszahlen Kapitän P2 2.6 
Zwischen 1959 und 1963 wurden 145.616 Kapitän P2 2.6 hergestellt.
| Jahr      | 1959   | 1960   | 1961   | 1962   | 1963   | Summe   |
| --------- | ------ | ------ | ------ | ------ | ------ | ------- |
| Kapitän   | 4.974  | 15.474 | 10.466 | 8.247  | 3.622  | 42.783  |
| Kapitän L | 10.004 | 31.972 | 28.302 | 24.601 | 7.954  | 102.833 |
| Summe     | 14.978 | 47.446 | 38.768 | 32.848 | 11.576 | 145.616 |

## Opel Kapitän A (1964–1968)

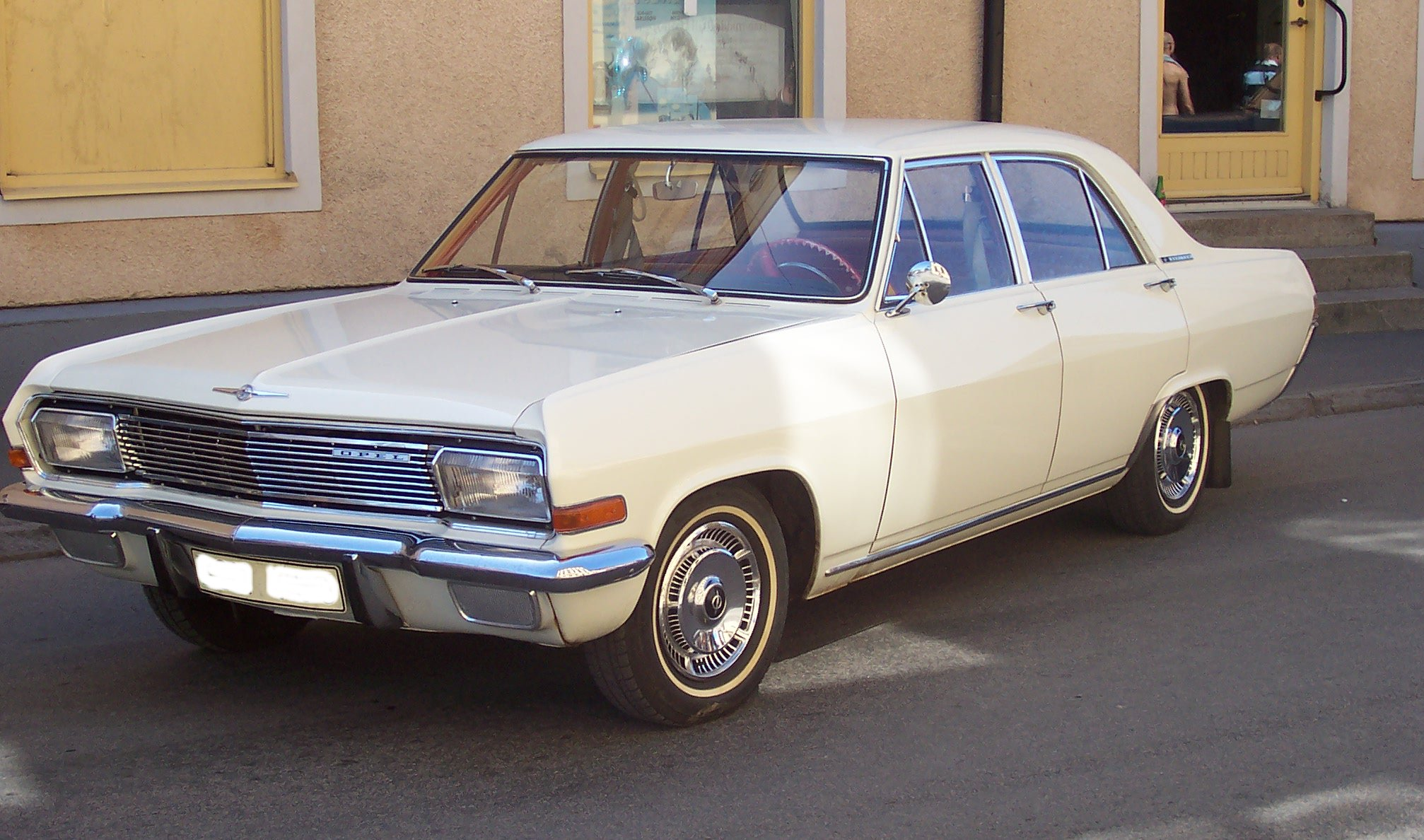
Opel Kapitän A

Im Februar 1964 nahm Opel die Produktion der Oberklassen-Modellreihe KAD-A und damit auch die des Opel Kapitän A auf. Die entstandene Lücke in der oberen Mittelklasse schloss bald darauf die Commodore-Reihe.
Die geradlinige Karosserie ohne Panoramascheiben ist bei allen gleich, Admiral und das Spitzenmodell Diplomat sind besser ausgestattet. Die Maximalleistung des 2,6-Liter-Motors wurde auf 100 PS (74 kW) gesteigert, doch im August 1965 wurde ein völlig neuer Motor mit 2784 cm³ und 125 PS (92 kW) Leistung eingeführt, der dem großen Wagen eher gerecht wurde. Neu eingeführt wurde ein Vierganggetriebe. Auf Wunsch konnte der Kapitän A auch mit einem 4,6-Liter-V8-Motor der GM-Konzernschwester Chevrolet mit 190 PS (140 kW) geliefert werden. Vom Kapitän A V8 wurden aber nur 113 Exemplare gebaut. Der Kapitän A mit seiner vorderen Sitzbank war der letzte Opel-Personenwagen mit sechs Sitzplätzen.
 

Seine Produktion wurde im November 1968 eingestellt. Die nach der Ausstattung gestaffelte Modellreihe Kapitän-Admiral-Diplomat wird seither mit „KAD“ abgekürzt. Mit dieser Modellreihe verlor Opel seinen ersten Platz in der deutschen Neuwagen-Zulassungsstatistik der Sechszylinder-Klasse, was auch daran lag, dass die deutliche US-amerikanische Linie dieser Modellreihe beim potentiellen Käuferkreis nicht den gewünschten Anklang fand.

## Opel Kapitän B (1969–1970)

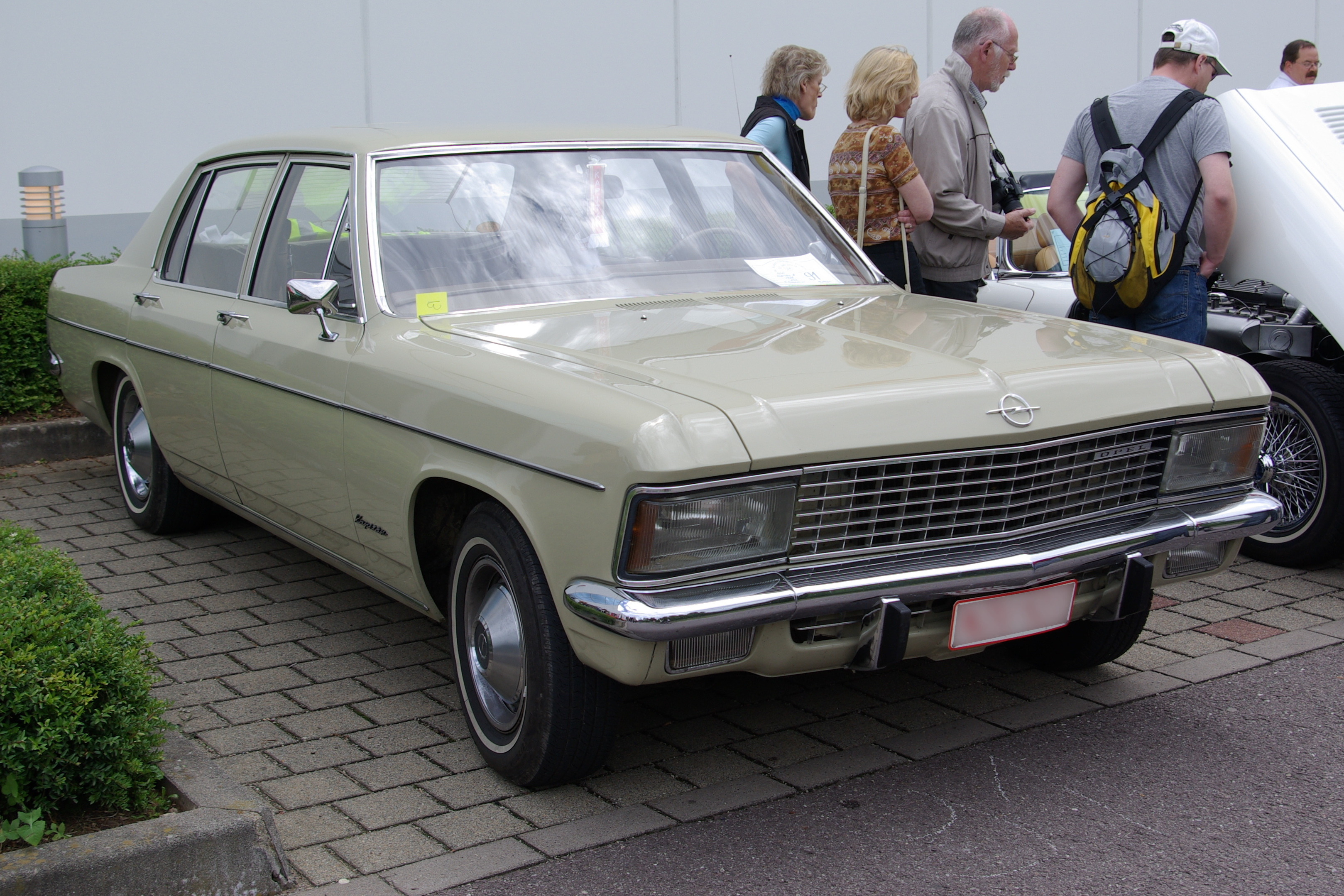
Opel Kapitän B

Im März 1969 erschien die KAD-B-Reihe, darunter auch der Kapitän B. Das Fahrwerk wurde mit einer De-Dion-Hinterachse verbessert, die Karosserie geringfügig (Länge und Breite um ca. 5 cm) verkleinert und modernisiert.
Die Produktion des Kapitän B wurde im Mai 1970 eingestellt, womit Opel den Namen Kapitän aufgab. Die KAD-B-Serie lief mit Admiral (bis Juli 1976) und Diplomat noch bis Juli 1977 weiter.

## Die heutige Situation

Produktionsstatistik Opel Kapitän

Unter Sammlern und Liebhabern ist der Opel Kapitän ein gefragtes Modell. Grundsätzlich handelt es sich beim Kapitän um ein äußerst zuverlässiges Fahrzeug, frühere Rostprobleme sind nach einer guten Restaurierung kein Problem mehr, da die Fahrzeuge in der Regel nicht mehr dem täglichen Einsatz und vor allem dem winterlichen Streusalz ausgesetzt sind.
Es gelten alle Baujahrsvarianten als empfehlenswert und beliebt. Besonders gesucht sind die seltenen Cabrioversionen, der 51er Kapitän, aber auch der einst verschmähte P 2,5 (Schlüsselloch-Kapitän) hat sich zu einer gesuchten Variante entwickelt.
Während die Versorgung mit technischen Teilen zufriedenstellend ist, mangelt es an Blechteilen; insbesondere Kotflügel und vor allem Chromteile sind rar. Viele dieser Chromteile werden inzwischen nachproduziert. Auspuffanlagen (teils aus rostfreiem Stahl), Reifen (sogar diverse Weißwandangebote) sind kein Problem, wenn auch teils recht teuer. Selten zu findende Teile werden auch nachgefertigt. Die 1972 gegründete Alt-Opel-Interessengemeinschaft bietet ein reges Clubleben mit vielen Beschaffungsmöglichkeiten und technischer Hilfe.

## Populärkultur
Der Liedermacher Reinhard Mey widmete seinem Vater eines seiner Lieder, 51er Kapitän, das von dem Traum seines Vaters handelt, eines Tages in einem schneeweißen Kapitän vorzufahren – der Inbegriff des Luxus –, wozu es aber nie kommt, weil er sich den Kapitän bis zu seinem Tod nie leisten kann. Das Lied endet mit der Zeile: „Aber wenn es einen Himmel geben sollte, dann werd‘ ich ihn endlich sehn: Denn dann holt mein Alter Herr mich ab in einem schneeweißen 51er Kapitän!“

## Sonstiges

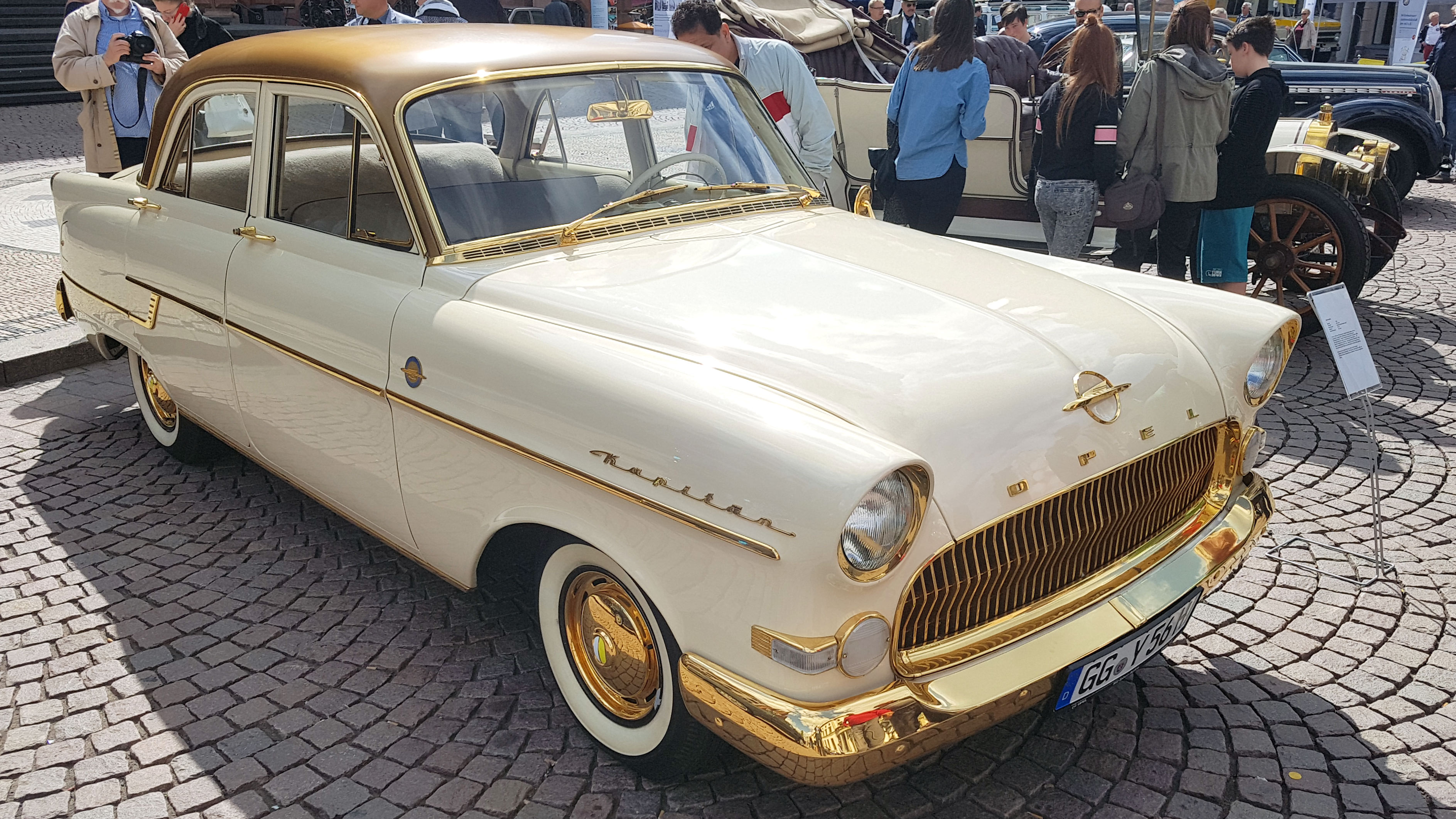
Zweimillionster Opel, der vom Band lief: Opel Kapitän 1956, in Gold gefasst

Der zweimillionste Opel, der in Rüsselsheim am 9. November 1956 vom Band lief, war ein Opel Kapitän mit goldfarben lackiertem Dach und vergoldeten Zierteilen.

## Nachweise
1. ↑  Werner Oswald: Deutsche Autos 1945-1990. Band 3. Motorbuch Verlag, Stuttgart 2003, ISBN 3-613-02116-1, S. 176.
2. ↑  Historisk Opelklub: PKW Modellprogramm 1899 - 1995. S. 98, abgerufen am 25. September 2022.
3. 1 2 3  Werner Oswald: Deutsche Autos 1945-1990. Band 3. Motorbuch Verlag, Stuttgart 2003, ISBN 3-613-02116-1, S. 177.
4. ↑  Historisk Opelklub: PKW Modellprogramm 1899 - 1995. S. 109, abgerufen am 25. September 2022.
5. ↑  Historisk Opelklub: PKW Modellprogramm 1899 - 1995. S. 110, abgerufen am 25. September 2022.
6. ↑  Historisk Opelklub: PKW Modellprogramm 1899 - 1995. S. 111, abgerufen am 25. September 2022.
7. ↑  Auto-Motor-Sport: Test Opel Kapitän 55. Februar 1955, S. 12–14, abgerufen am 28. Oktober 2022.
8. 1 2  Werner Oswald: Deutsche Autos 1945-1990. Band 3. Motorbuch Verlag, Stuttgart 2003, ISBN 3-613-02116-1, S. 183.
9. ↑  Historisk Opelklub: PKW Modellprogramm 1899 - 1995. S. 112, abgerufen am 25. September 2022.
10. ↑  Historisk Opelklub: PKW Modellprogramm 1899 - 1995. S. 113, abgerufen am 25. September 2022.
11. 1 2  Werner Oswald: Deutsche Autos 1945-1990. Band 3. Motorbuch Verlag, Stuttgart 2003, ISBN 3-613-02116-1, S. 195.
12. ↑  Historisk Opelklub: PKW Modellprogramm 1899 - 1995. S. 114, abgerufen am 25. September 2022.
13. ↑  Historisk Opelklub: PKW Modellprogramm 1899 - 1995. S. 115, abgerufen am 25. September 2022.
14. ↑  Liedtext 51er Kapitän auf reinhard-mey.de
15. ↑  80 Jahre große Opel: Flaggschiff-Parade auf der Techno Classica. In: media.gm.com. (opel.de [abgerufen am 10. September 2017]).